# Vármia-Masúria
A voivodia da Vármia-Masúria (em polonês/polaco: województwo warmińsko-mazurskie) é uma unidade da divisão administrativa da Polônia e uma das 16 voivodias. Está localizada na parte nordeste do país. A sede do governador e das autoridades locais da voivodia é Olsztyn. Abrange uma área de 24 173 km² (em 31 de dezembro de 2024) e possui mais de 1 353 374 habitantes (31 de dezembro de 2024).

## História

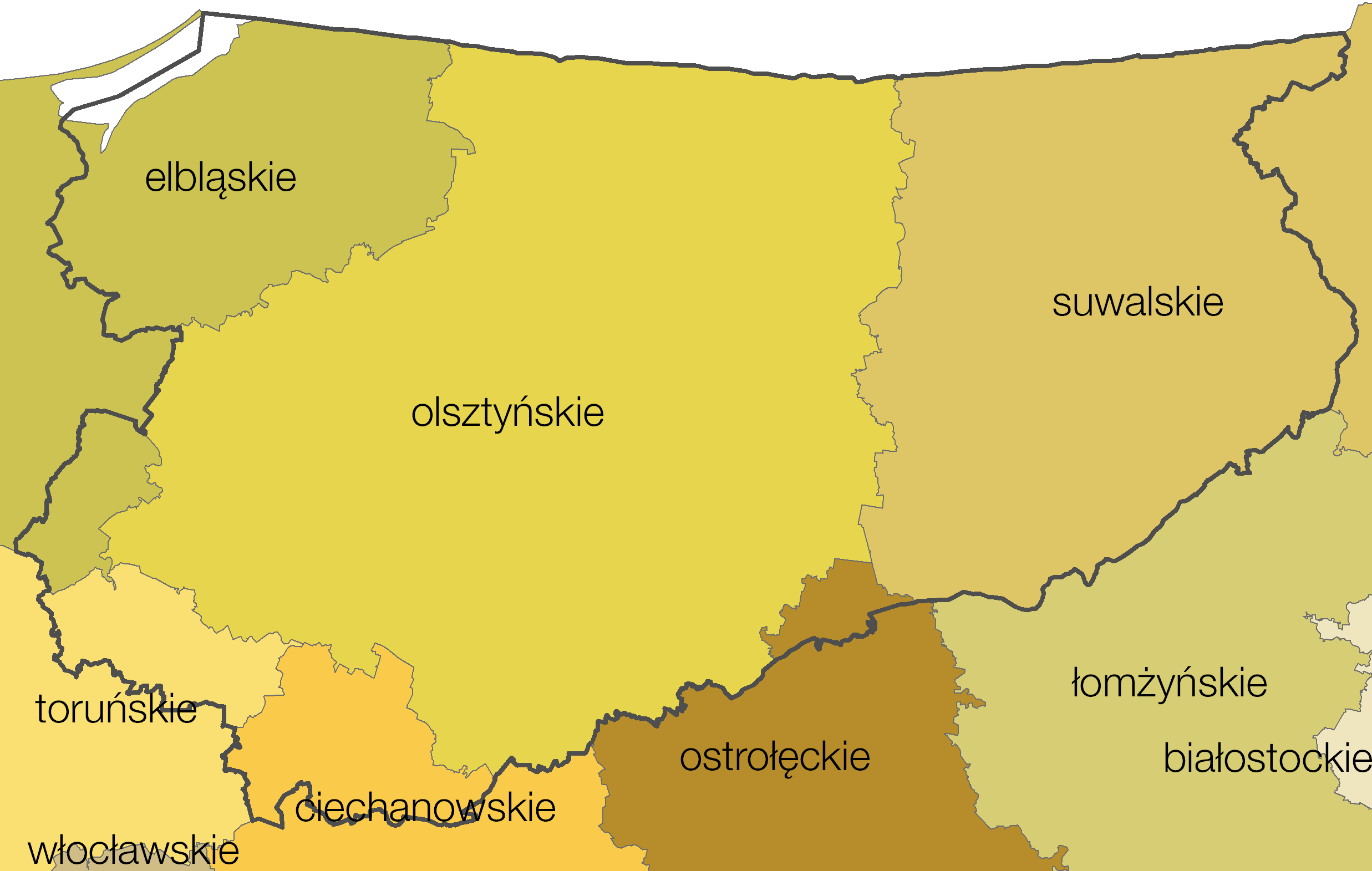
Voivodias de 1975 a 1998 com a fronteira da atual voivodia da Vármia-Masúria

A voivodia da Vármia-Masúria foi criada em 1999 como resultado da reforma da divisão administrativa do país e cobriu as áreas da antiga voivodia de Olsztyn, maior parte das voivodias de Elbląg e Suwałki, bem como fragmentos das voivodias de Toruń, Ciechanów e Ostrołęka.

## Geografia

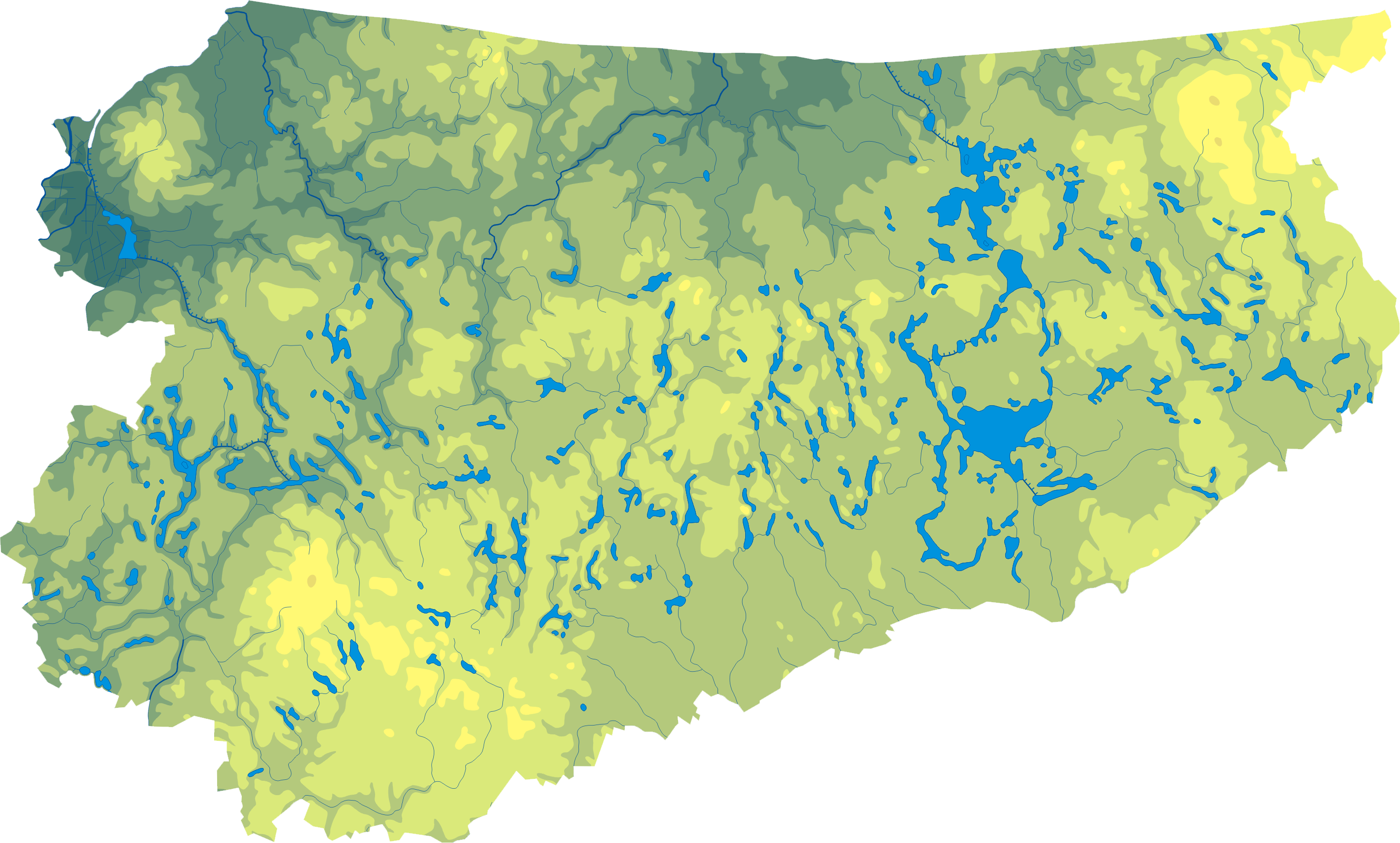
Mapa físico

Segundo dados de 31 de dezembro de 2024, a área da voivodia era de 24 173 km², o que representa 7,7% da área da Polônia. É a quarta em termos de área entre as voivodias.

### Localização administrativa
A voivodia está localizada no nordeste da Polônia e faz fronteira com:
- Rússia (com a oblast de Kaliningrado) ao longo de 208,3 km ao norte

e com as seguintes voivodias:
- Cujávia-Pomerânia, ao longo de 125,8 km a sudoeste
- Mazóvia, ao longo de 210,9 km ao sul
- Podláquia, ao longo de 220,4 km a leste
- Pomerânia, ao longo de 191,4 km a oeste

A noroeste localiza-se a lagoa do Vístula. A voivodia faz fronteira com a Lituânia em um ponto; é a tríplice fronteira da Polônia, Rússia e Lituânia, e ao mesmo tempo as quatro fronteiras das voivodias da Vármia-Masúria e Podláquia com a Rússia e a Lituânia.

### Localização histórica
A voivodia inclui uma parte do território histórico da Prússia, pertencente à Polônia, de modo que faz parte das regiões da: Vármia, Masúria, Alta Prússia, região da Lubawa, Baixa Prússia (parte sul da Natanga e Bárcia), partes de Powiśle e Żuławy Wiślane.
As fronteiras sul e leste da voivodia da Vármia-Masúria coincidem, na maioria dos lugares, com as antigas fronteiras da Prússia e, portanto, com o Ducado da Prússia e com a Prússia Oriental.

### Topografia
No sentido norte-sul, a voivodia se estende por 146 km, ou seja, 1°18′44″. No sentido leste-oeste, a extensão da voivodia é de 240 km, o que na dimensão angular dá 3°39′28″.
Coordenadas geográficas dos pontos extremos:
- norte: 54°27′11″ de latitude N - interseção da fronteira do país ao longo da lagoa do Vístula, no cordão do Vístula, a leste do posto fronteiriço n.º 2436 (condado de Braniewo),
- sul: 53°08′27″ de latitude N - (condado de Działdowo),
- oeste: 19°07′39″ de longitude E - (condado de Iława),
- leste: 22°47′07″ de longitude E - (condado de Ełk).

O relevo é muito baixo. O ponto mais alto é o pico Dylewska Góra - 312 m a.n.m. O ponto mais baixo é a depressão em Raczki Elbląskie - 1,8 m abaixo do nível do mar.

### Recursos hídricos

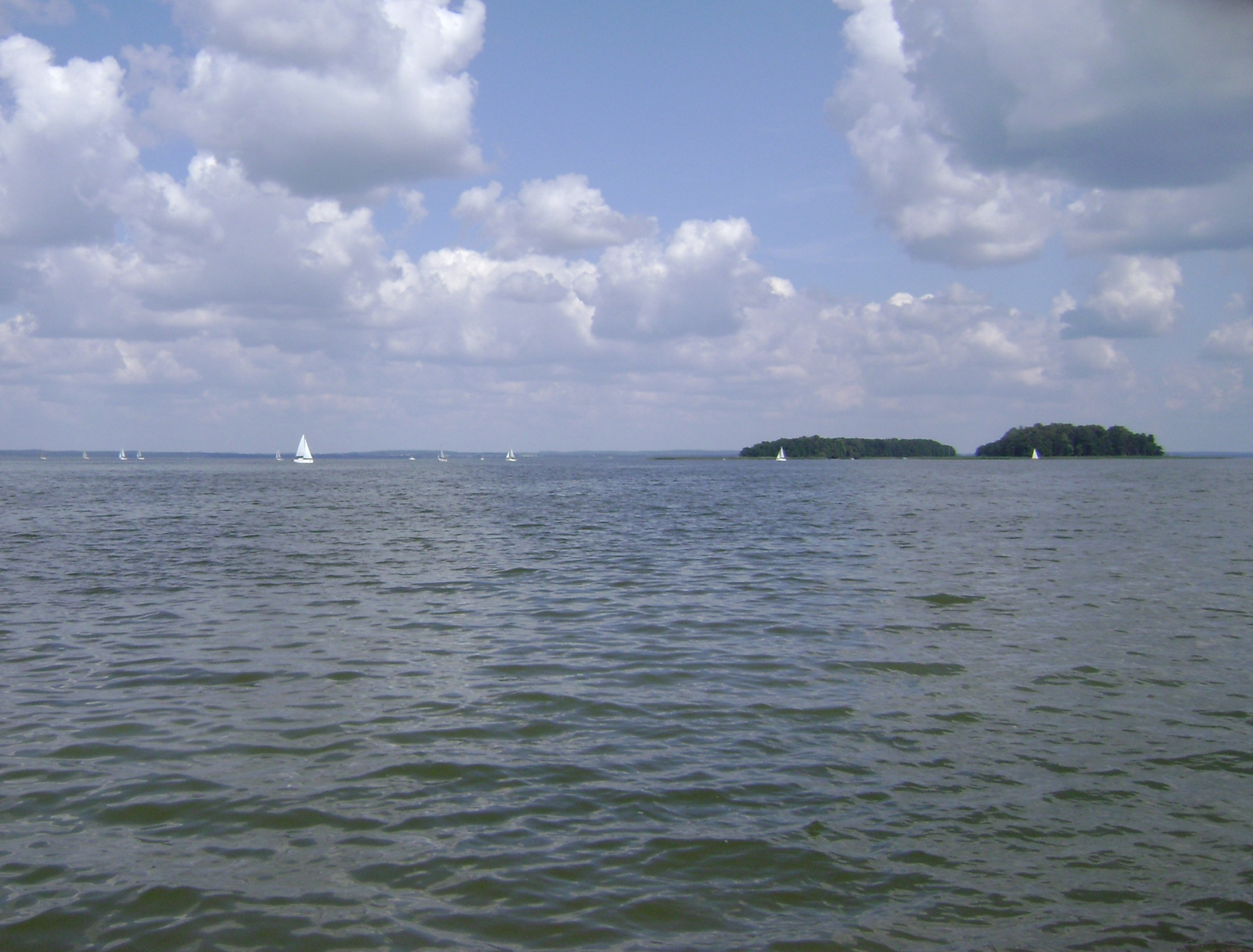
Lago Śniardwy com as ilhas Pajęcza e Czarci Ostrów

Uma parte significativa da voivodia está localizada no distrito dos lagos da Masúria. Inclui os distritos dos lagos: Olsztyńskie, Mrągowskie, Ełckie, a Terra dos Grandes Lagos Masurianos e a planície Mazuriana. A voivodia da Vármia-Masúria é chamada de "Lago dos Mil Lagos". De fato, possui mais de 3 000 lagos, incluindo 2 000 com uma área superior a 1 ha. Os maiores deles são: Śniardwy (109,7 km²) e Mamry (102,3 km²). O lago mais longo é o Jeziorak (27 km de comprimento, 32 km²) na região dos lagos Iławskie. Os lagos mais profundos são: Wuksniki (67-68 m), Babięt Wielki (65 m) e Piłakno (57 m). A maioria dos reservatórios de água da região é conectada por um sistema de canais construído principalmente no século XIX. Um exemplo é o canal Elbląg, que liga o lago Druzno ao lago Szeląg. Seu comprimento é de 83,3 km. A voivodia fica na bacia do rio Vístula e dos rios da costa do mar Báltico. Os principais rios são: Pasłęka, Łyna e Drwęca. A Lagoa do Vístula fica na voivodia (no noroeste).

### Florestas
Segundo dados de 31 de dezembro de 2012 na voivodia da Vármia-Masúria as florestas cobriam uma área de 745,9 mil ha, que representavam 30,9% de sua área. O maior complexo florestal é a Floresta Piska, cobrindo quase 1 000 km². Outros grandes complexos florestais são: a Floresta Borecka, a Floresta Nidzicka e parte da Floresta de Romincka, bem como as florestas de Łańskie e Taborskie. Nas florestas dominam as coníferas, principalmente pinheiros.

## Divisão administrativa
A voivodia da Vármia-Masúria é dividida em 19 condados e 2 cidades com direitos de condado. Os condados incluem 116 comunas: 16 urbanas, 34 urbano-rurais e 66 rurais. Área em 31 de dezembro de 2024, população em 31 de dezembro de 2024.
| Brasão | Cidade com direitos de condado | População | Área [km²] |
| ------ | ------------------------------ | --------- | ---------- |
|        | Olsztyn                        | 166 697   | 88,3       |
|        | Elbląg                         | 112 445   | 79,8       |

| Brasão | Condado                | População | Área (km²) |
| ------ | ---------------------- | --------- | ---------- |
|        | Condado de Bartoszyce  | 52 308    | 1307       |
|        | Condado de Braniewo    | 37 028    | 1202       |
|        | Condado de Działdowo   | 61 171    | 954        |
|        | Condado de Elbląg      | 53 899    | 1416       |
|        | Condado de Ełk         | 88 189    | 1113       |
|        | Condado de Giżycko     | 53 484    | 1120       |
|        | Condado de Gołdap      | 24 738    | 772        |
|        | Condado de Iława       | 89 670    | 1385       |
|        | Condado de Kętrzyn     | 56 647    | 1213       |
|        | Condado de Lidzbark    | 37 962    | 925        |
|        | Condado de Mrągowo     | 47 266    | 1065       |
|        | Condado de Nidzica     | 30 323    | 961        |
|        | Condado de Nowomiejski | 41 829    | 694        |
|        | Condado de Olecko      | 31 863    | 874        |
|        | Condado de Olsztyn     | 130 299   | 2838       |
|        | Condado de Ostróda     | 98 667    | 1766       |
|        | Condado de Pisz        | 51 796    | 1775       |
|        | Condado de Szczytno    | 66 390    | 1933       |
|        | Condado de Węgorzewo   | 20 703    | 693        |

## Demografia
Conforme os dados do Escritório Central de Estatística da Polônia (GUS) de 31 de dezembro de 2024, a voivodia da Vármia-Masúria tem 1 353 374 habitantes (12.º na Polônia), tem uma área de 24 173 km² (4.º lugar na Polônia) e uma densidade populacional de 59 hab./km². Nos anos 2002–2024, o número de habitantes diminuiu 5,3%.
Os habitantes da voivodia da Vármia-Masúria constituem cerca de 3,60% da população da Polônia.
| Descrição                         | Total      | Total      | Mulheres   | Mulheres   | Homens     | Homens     |
| --------------------------------- | ---------- | ---------- | ---------- | ---------- | ---------- | ---------- |
| unidade                           | habitantes | %          | habitantes | %          | habitantes | %          |
| população                         | 1 353 374  | 100        | 692 928    | 51,2       | 660 446    | 48,8       |
| área                              | 24 173 km² | 24 173 km² | 24 173 km² | 24 173 km² | 24 173 km² | 24 173 km² |
| densidade populacional (hab./km²) | 59         | 59         | 30,2       | 30,2       | 28,8       | 28,8       |

### Estrangeiros
| País de origem | Número |
| -------------- | ------ |
| Ucrânia        | 6 621  |
| Bielorrússia   | 1 361  |
| Bangladesh     | 956    |
| Geórgia        | 364    |
| Outros         | 2 732  |
| Total          | 12 034 |

### Urbanização
Na voivodia da Vármia-Masúria existem 50 cidades, sendo as maiores delas Olsztyn, Elbląg e Ełk. Olsztyn é o principal centro da indústria alimentícia, de pneus e madeireira, bem como do turismo. Sublinhada= sede dos condados, e negrito= cidades com direitos de condado. A população segundo os dados de 31 de dezembro de 2024 e a área de 31 de dezembro de 2024. Todas as cidades da voivodia pertencem à região histórica da Prússia, mas nelas se distinguem várias regiões históricas menores. Para algumas cidades, foi indicada mais de uma região histórica, pois em alguns casos não há fronteiras bem definidas ou (devido a critérios divergentes) diferentes regiões abrangem as mesmas áreas.

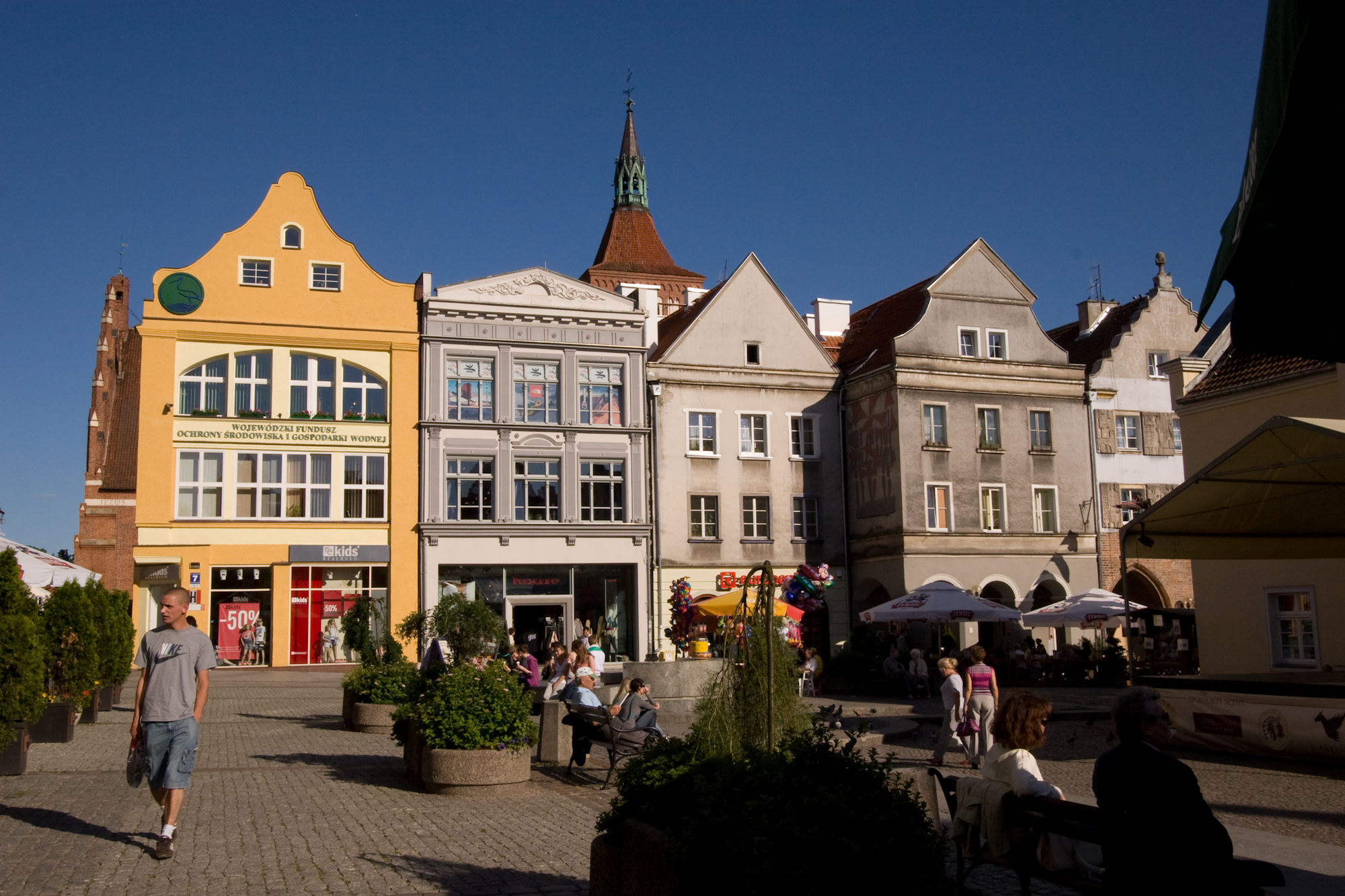
Olsztyn

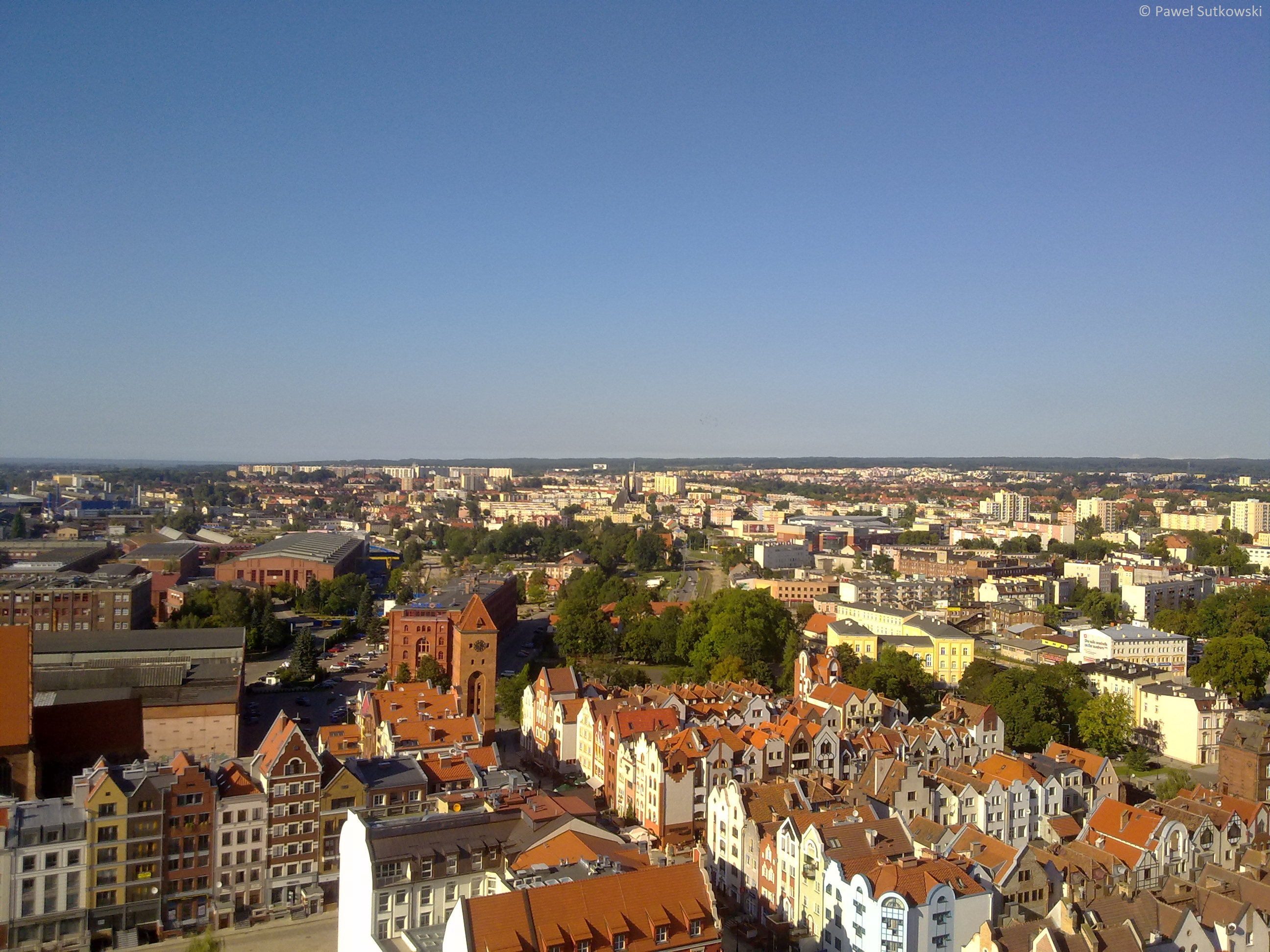
Elbląg

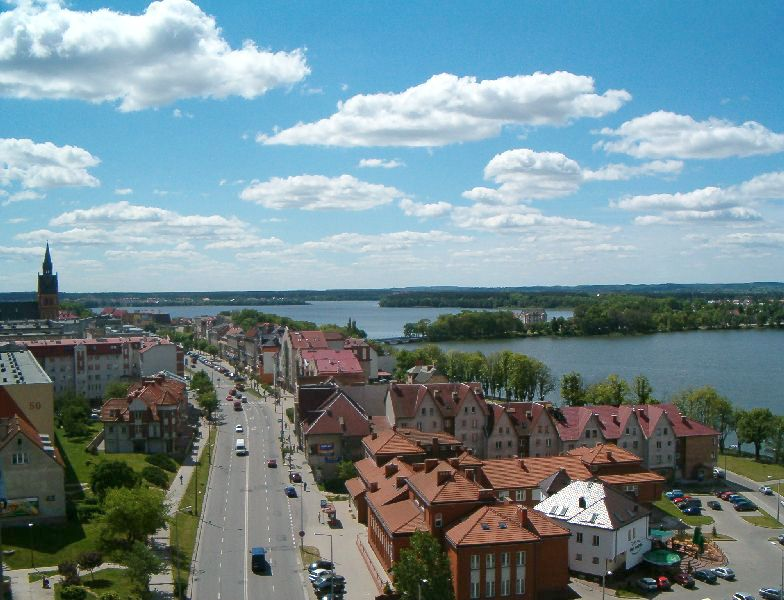
Ełk

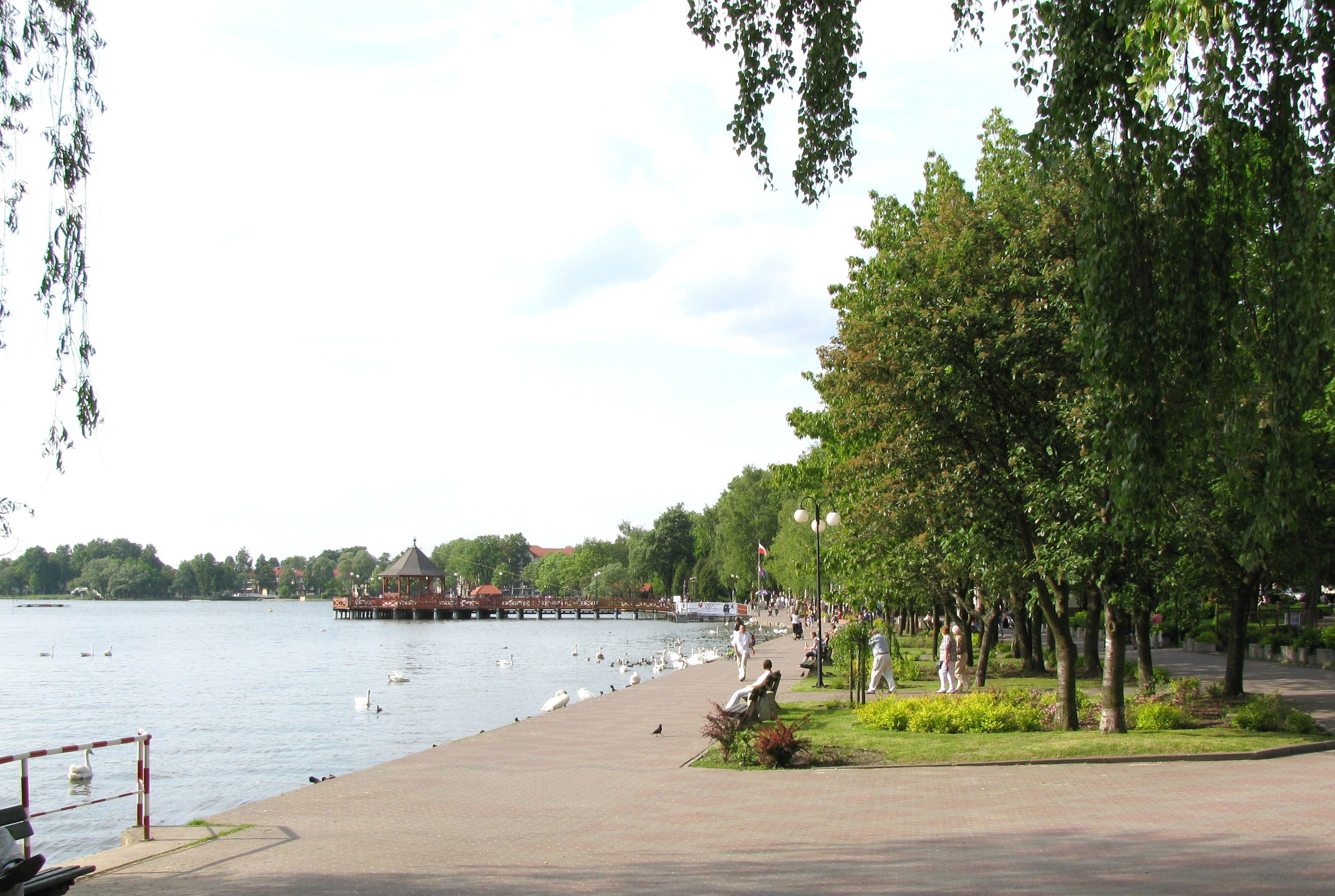
Ostróda

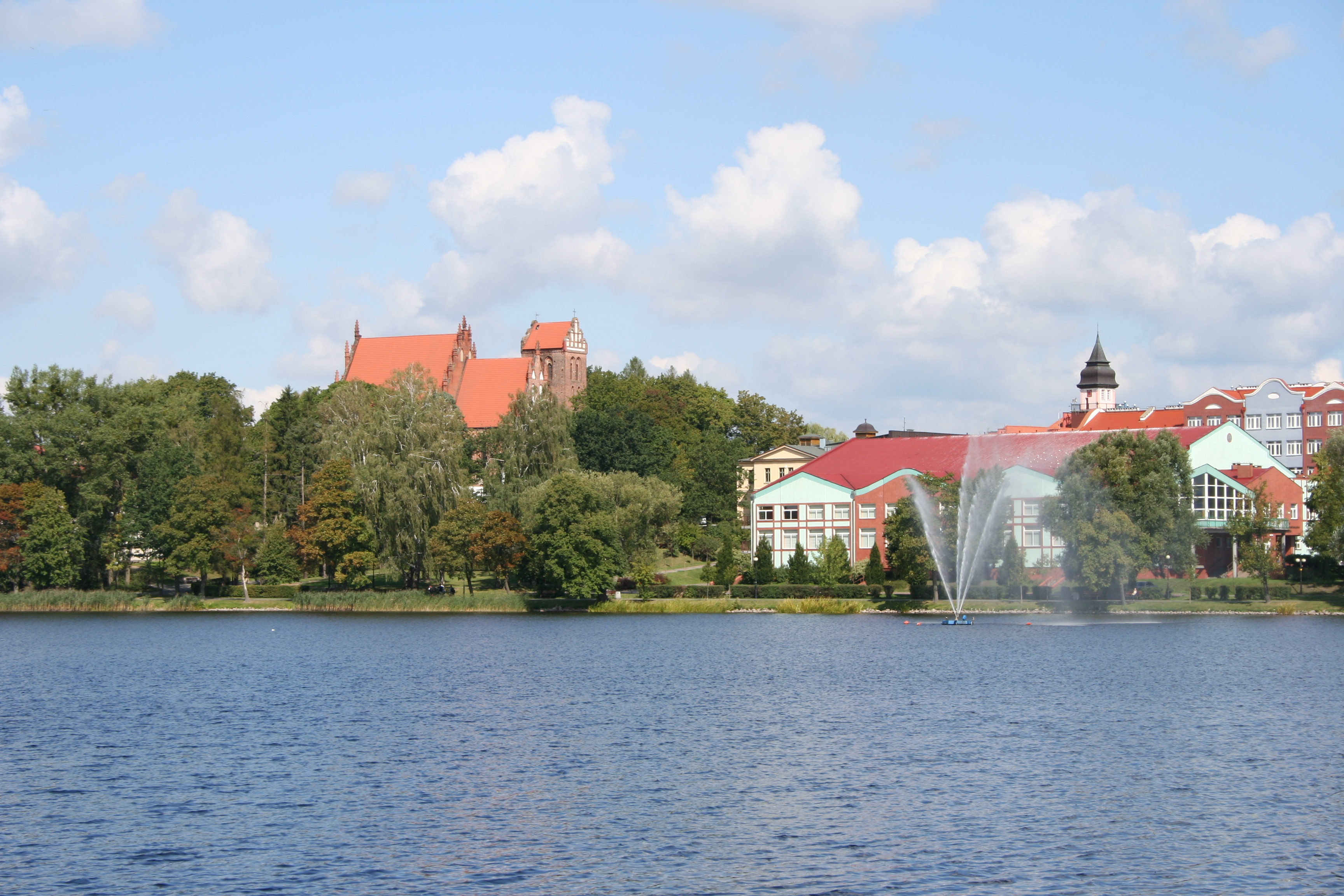
Iława

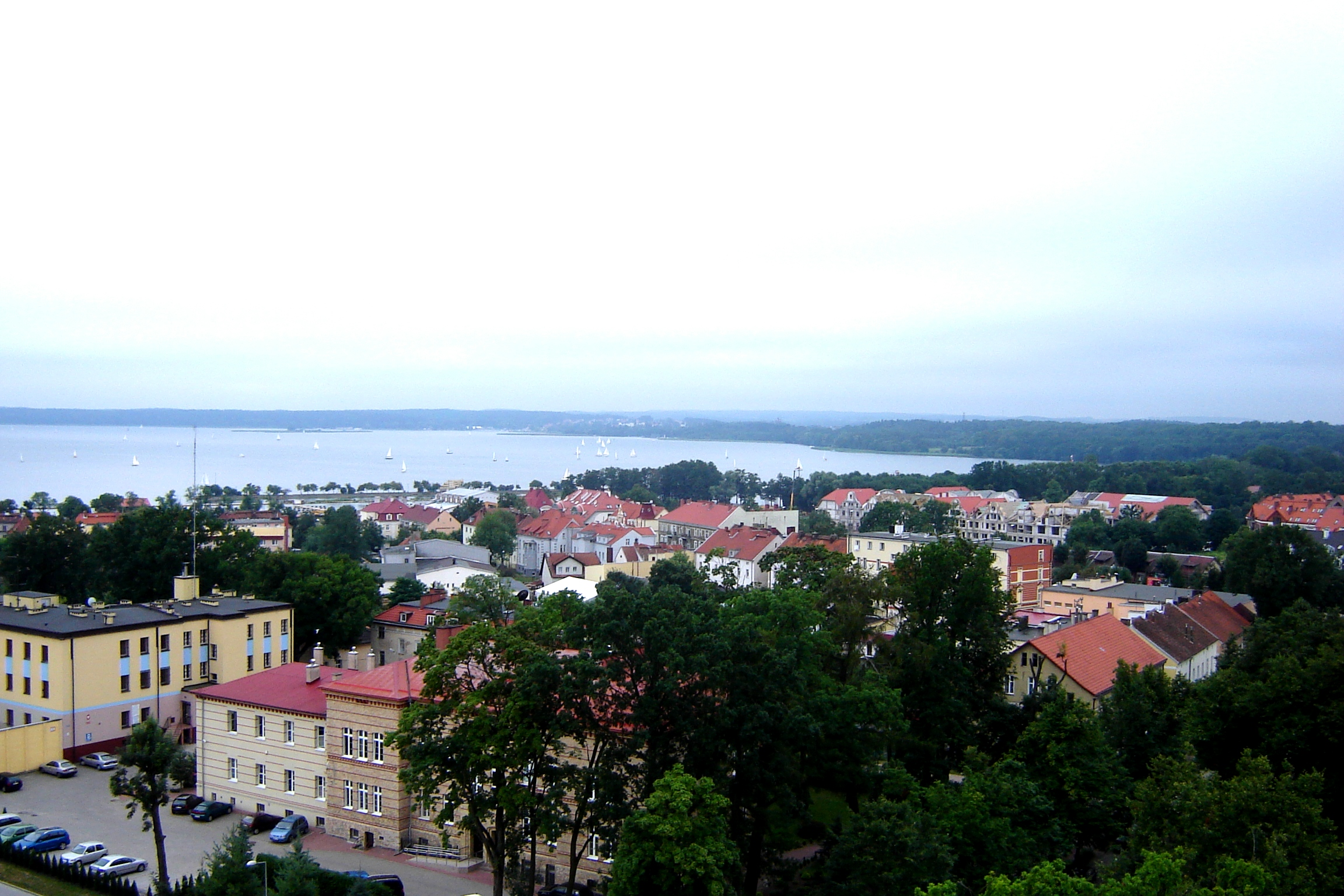
Giżycko

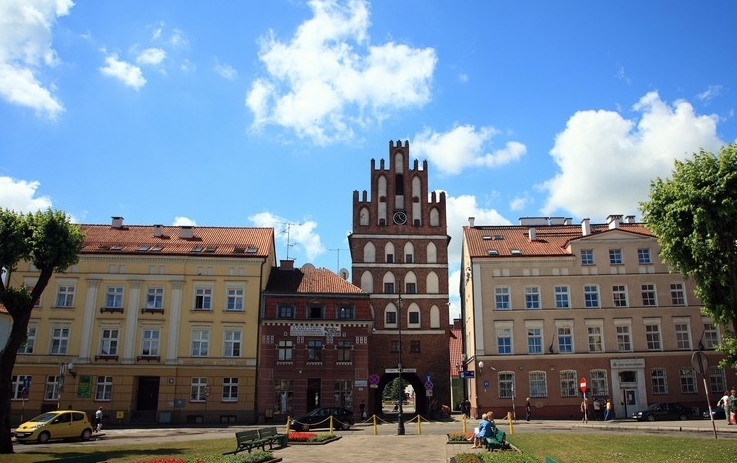
Bartoszyce

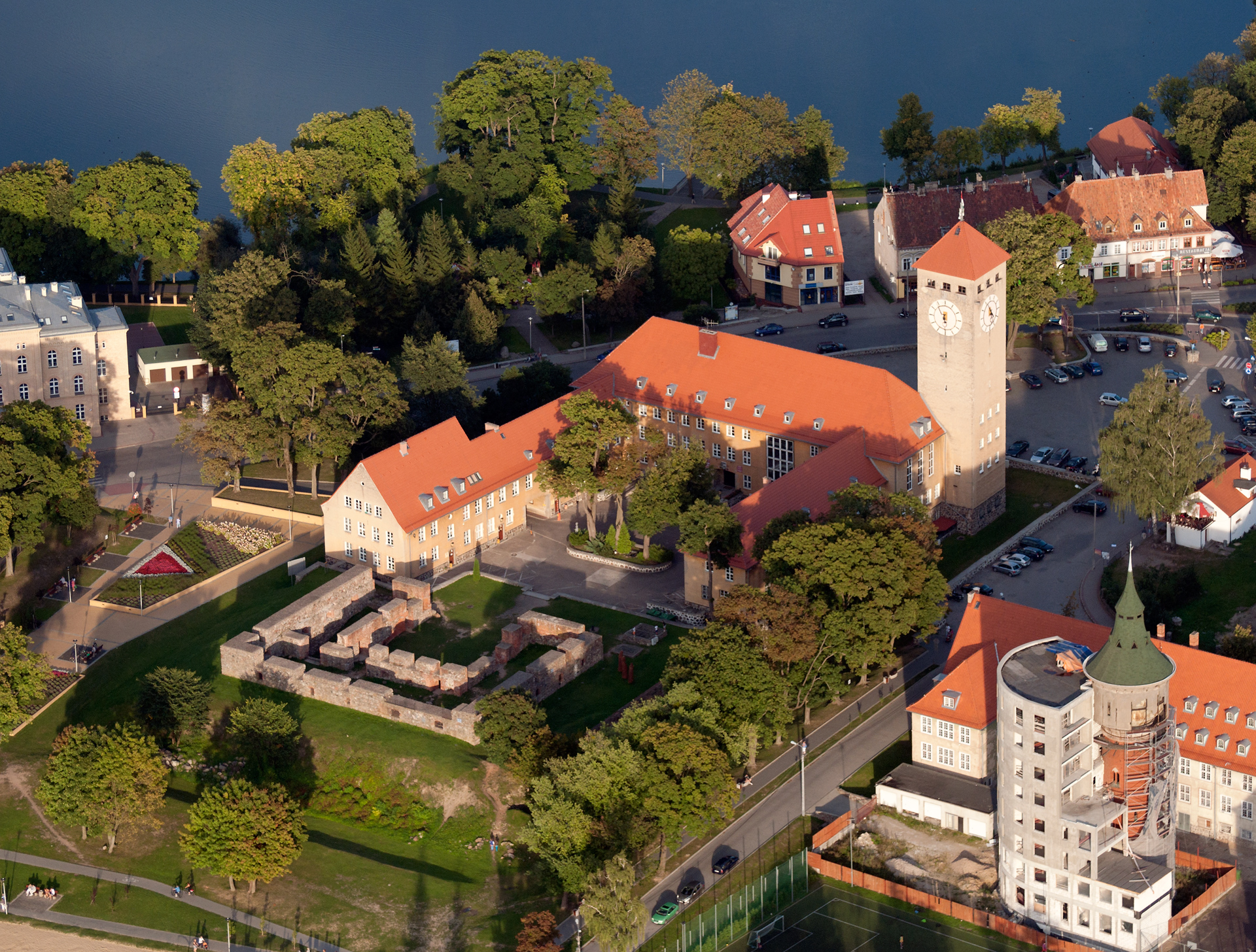
Szczytno

| Posição | Cidade                | População | Área (km²) | Região histórica                   |
| ------- | --------------------- | --------- | ---------- | ---------------------------------- |
| 1.      | Olsztyn               | 172 194   | 88,33      | Vármia                             |
| 2.      | Elbląg                | 119 760   | 79,82      | Pogezânia/Powiśle                  |
| 3.      | Ełk                   | 62 006    | 21,05      | Masúria                            |
| 4.      | Iława                 | 33 322    | 21,88      | Powiśle/Alta Prússia               |
| 5.      | Ostróda               | 32 947    | 14,15      | Masúria/Alta Prússia               |
| 6.      | Giżycko               | 29 335    | 13,72      | Masúria                            |
| 7.      | Kętrzyn               | 27 212    | 10,35      | Masúria/Bárcia                     |
| 8.      | Bartoszyce            | 23 482    | 11,79      | Bárcia                             |
| 9.      | Szczytno              | 23 257    | 10,62      | Masúria                            |
| 10.     | Mrągowo               | 21 656    | 14,81      | Masúria                            |
| 11.     | Działdowo             | 21 279    | 11,47      | Masúria                            |
| 12.     | Pisz                  | 19 277    | 10,08      | Masúria                            |
| 13.     | Braniewo              | 17 040    | 12,41      | Vármia                             |
| 14.     | Olecko                | 16 442    | 11,54      | Masúria                            |
| 15.     | Lidzbark Warmiński    | 15 728    | 14,35      | Vármia                             |
| 16.     | Morąg                 | 13 793    | 6,11       | Alta Prússia/Powiśle               |
| 17.     | Nidzica               | 13 762    | 6,86       | Masúria                            |
| 18.     | Gołdap                | 13 716    | 17,20      | Masúria/Lituânia Menor             |
| 19.     | Pasłęk                | 12 160    | 10,63      | Alta Prússia/Powiśle               |
| 20.     | Węgorzewo             | 11 328    | 10,88      | Masúria                            |
| 21.     | Nowe Miasto Lubawskie | 10 891    | 11,37      | Terra de Chełmno/Terra de Lubawska |
| 22.     | Biskupiec             | 10 598    | 5,00       | Vármia                             |
| 23.     | Lubawa                | 10 387    | 16,84      | Terra de Lubawska                  |
| 24.     | Dobre Miasto          | 10 208    | 4,86       | Vármia                             |
| 25.     | Orneta                | 8 772     | 9,63       | Vármia                             |
| 26.     | Lidzbark              | 7 794     | 5,68       | Terra de Lubawska                  |
| 27.     | Olsztynek             | 7 561     | 7,69       | Masúria                            |
| 28.     | Barczewo              | 7 513     | 4,58       | Vármia                             |
| 29.     | Susz                  | 5 560     | 6,67       | Pomezânia/Powiśle                  |
| 30.     | Orzysz                | 5 546     | 8,17       | Masúria                            |
| 31.     | Reszel                | 4 532     | 3,82       | Vármia                             |
| 32.     | Ruciane-Nida          | 4 454     | 17,07      | Masúria                            |
| 33.     | Korsze                | 4 206     | 4,03       | Baixa Prússia/Bárcia/Masúria       |
| 34.     | Biała Piska           | 4 024     | 3,24       | Masúria                            |
| 35.     | Górowo Iławeckie      | 3 951     | 3,32       | Baixa Prússia/Natângia             |
| 36.     | Mikołajki             | 3 826     | 9,32       | Masúria                            |
| 37.     | Jeziorany             | 3 190     | 3,41       | Vármia                             |
| 38.     | Wielbark              | 3 035     | 1,84       | Masúria                            |
| 39.     | Ryn                   | 2 851     | 4,14       | Masúria                            |
| 40.     | Pieniężno             | 2 721     | 3,81       | Vármia                             |
| 41.     | Tolkmicko             | 2 689     | 2,29       | Powiśle/Pogezânia                  |
| 42.     | Miłakowo              | 2 548     | 8,76       | Powiśle/Alta Prússia               |
| 43.     | Pasym                 | 2 503     | 15,18      | Masúria                            |
| 44.     | Miłomłyn              | 2 436     | 12,38      | Powiśle/Alta Prússia               |
| 45.     | Bisztynek             | 2 370     | 2,16       | Vármia                             |
| 46.     | Frombork              | 2 332     | 7,59       | Vármia                             |
| 47.     | Zalewo                | 2 145     | 8,22       | Powiśle/Alta Prússia               |
| 48.     | Kisielice             | 2 098     | 3,37       | Powiśle/Pomezânia                  |
| 49.     | Sępopol               | 1 958     | 4,63       | Baixa Prússia/Bárcia               |
| 50.     | Młynary               | 1 772     | 2,76       | Powiśle/Alta Prússia               |

## Religião
Existem quatro metrópoles católicas na voivodia da Vármia-Masúria: Białystok, Gdańsk, Olsztyn e Varsóvia. Existe também uma arquieparquia da Igreja Católica Grega na Polônia, uma diocese da Igreja Católica Polonesa na República da Polônia. Igreja ortodoxa: Igreja Ortodoxa Autocéfala da Polônia e Igreja dos Crentes do Leste. O protestantismo é representado pela Igreja Evangélica de Augsburgo, Igreja Evangélica Metodista, Igreja Batista, Igreja Evangélica, Igreja Cristã, Igreja Pentecostal, Igreja dos Cristãos da Fé Evangélica, Igreja Adventista do Sétimo Dia, Igreja Cristã do Cenáculo e Aliança. Na voivodia da Vármia-Masúria, também existem as Testemunhas de Jeová, a Associação Budista do Caminho Diamante da Linha Karma Kagyu, a Igreja de Jesus Cristo dos Santos dos Últimos Dias, Judaísmo, Islamismo e Budismo.

## Administração e política

### Governo autônomo
O órgão de tomada de decisão e controle é o Parlamento da voivodia da Vármia-Masúria, composto por 30 conselheiros. A sede do conselho regional é Olsztyn.
O Parlamento elege o órgão executivo da voivodia, que é o Conselho da voivodia, composto por 5 membros com seu marechal. O conselho de administração da voivodia da Vármia-Masúria é composto pelas seguintes pessoas: Gustaw Marek Brzezin (marechal), Miron Sycz (vice-marechal), Marcin Kuchciński (vice-marechal), Sylwia Jaskulska e Jolanta Piotrowska.

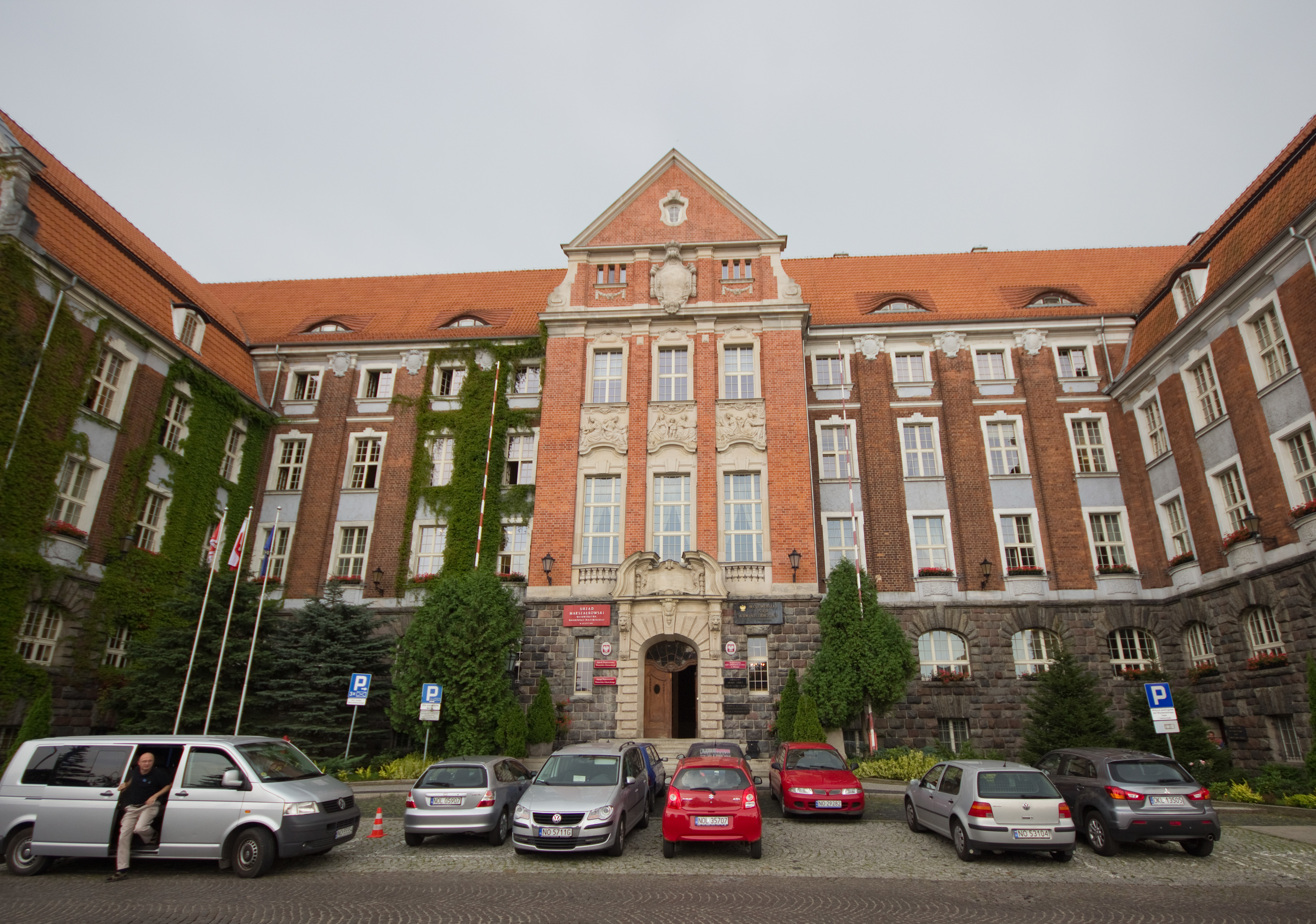
A sede do gabinete do marechal

| Ordem | Nome                 | Mandato                      |
| ----- | -------------------- | ---------------------------- |
| 1     | Jerzy Szmit          | 1999                         |
| 2     | Andrzej Ryński       | de 1999 até 2006             |
| 3     | Jacek Protas         | de 2006 até 2014             |
| 4     | Gustaw Marek Brzezin | a partir de dezembro de 2014 |

### Administração governamental
O órgão da administração do governo é o Voivoda da Vármia-Masúria, nomeado pelo primeiro-ministro. A sede do voivoda é Olsztyn, onde o Gabinete da voivodia da Vármia-Masúria está localizado. Existem também duas delegações que operam dentro do gabinete: em Elbląg e em Ełk. Atualmente, Artur Chojecki é o voivoda, e Sławomir Sadowski e Aleksander Socha são os vice-voivodas.

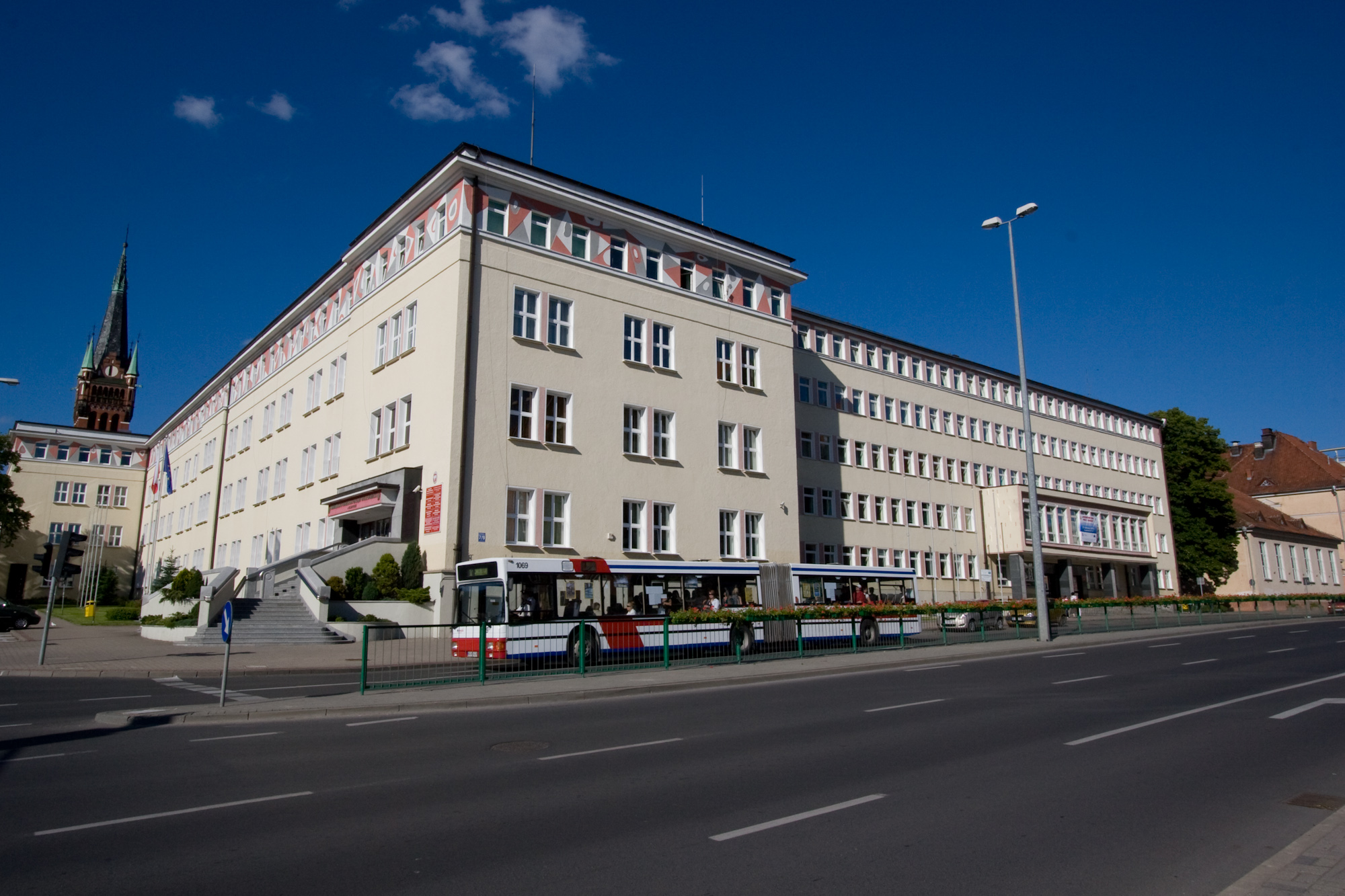
Gabinete da voivodia da Vármia-Masúria em Olsztyn

| Ordem | Nome                 | Mandato                                             |
| ----- | -------------------- | --------------------------------------------------- |
| 1     | Zbigniew Babalski    | de 1999 até 2001                                    |
| 2     | Stanisław Szatkowski | de 2001 até 2005                                    |
| 3     | Adam Supeł           | de 17 de janeiro de 2005 até 17 de janeiro de 2007  |
| –     | Anna Szyszka         | de 18 de janeiro até 1 de abril de 2007             |
| 4     | Anna Szyszka         | de 2 de abril a 29 de novembro de 2007              |
| 5     | Marian Podziewski    | de 29 de novembro de 2007 até 8 de dezembro de 2015 |
| 6     | Artur Chojecki       | a partir de 8 de dezembro de 2015                   |

## Proteção da natureza
No total, as áreas protegidas cobrem uma área de 1126155,3 ha, que constitui 46,6% da voivodia.
Existem 8 parques paisagísticos na região:
| Parques paisagísticos                                   | Ano de criação | Área na voivodia |
| ------------------------------------------------------- | -------------- | ---------------- |
| Parque paisagístico de Brodnicki (parcialmente)         | 1985           | 4 336 ha         |
| Parque paisagístico Górzeńsko-Lidzbarski (parcialmente) | 1990           | 8 588 ha         |
| Parque paisagístico da Masúria                          | 1977           | 53 655 ha        |
| Parque paisagístico do Lago Iława (parcialmente)        | 1993           | 22 405 ha        |
| Parque paisagístico da floresta de Romincka             | 1998           | 14 620 ha        |
| Parque paisagístico de Wzgórz Dylewska                  | 1994           | 7 151 ha         |
| Parque paisagístico do planalto de Elbląg               | 1985           | 13 732 ha        |
| Parque paisagístico de Wel                              | 1995           | 20 444 ha        |

Em 2012, havia 110 reservas naturais na voivodia.
Dentro das fronteiras da voivodia, são designados 71 parques naturais, onde 956 286 ha foram protegidos.
Em 2010, havia 2576 monumentos naturais na região. Entre eles, o grupo mais numeroso eram de árvores individuais (2155), grupos de árvores (210), rochas irregulares (108), avenidas na estrada (66) e 37 outras instalações.
Em 2010, 14 Áreas Especiais de Proteção de Aves e 41 Sítios de Importância Comunitária foram designadas na voivodia. A maioria dos sítios da Rede Natura 2000 está em áreas protegidas como parques paisagísticos e áreas protegidas.

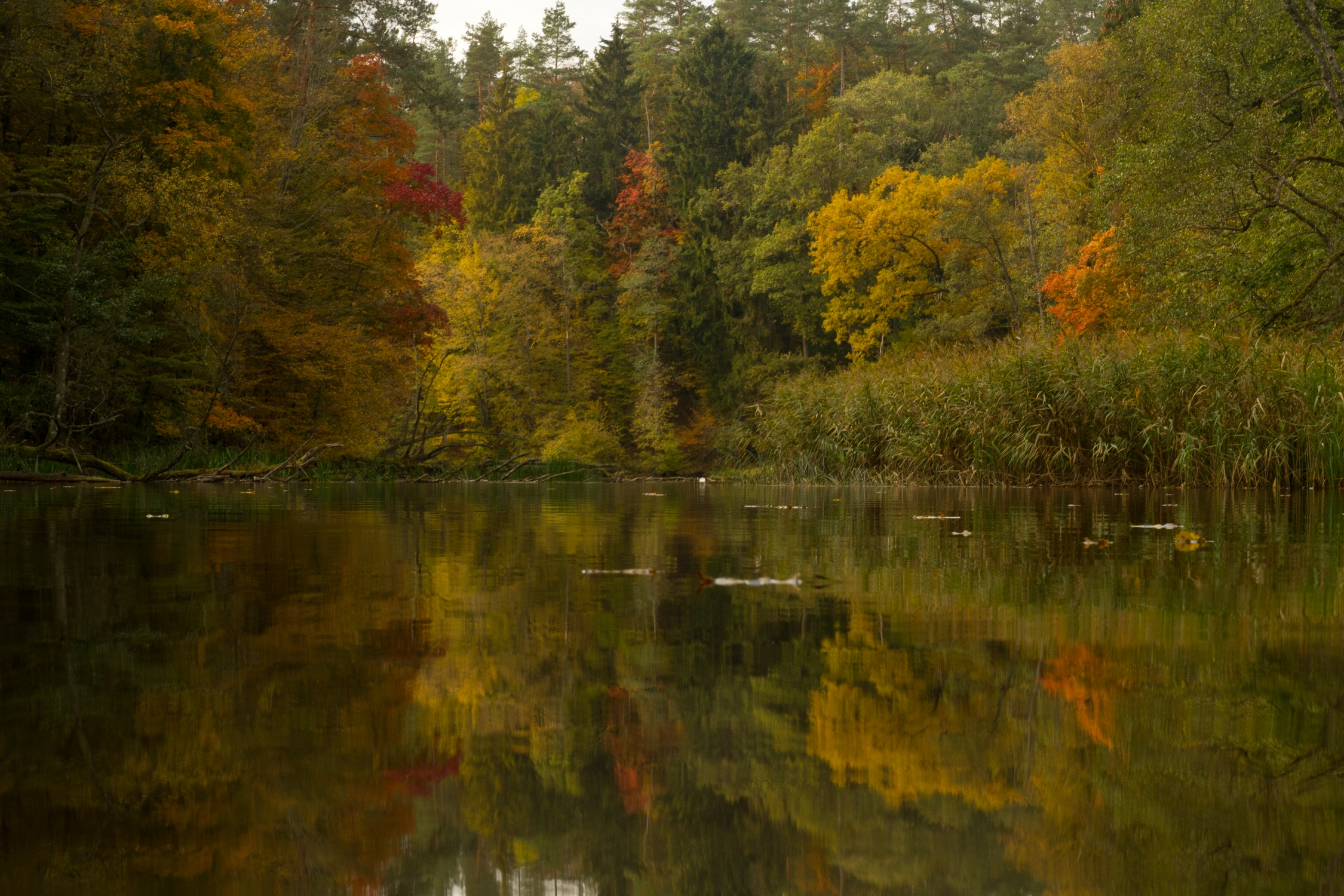
Floresta Piska

Em 2010, havia 297 áreas ecológicas na região, cobrindo uma área de 4855 ha, 18 complexos naturais e paisagísticos com uma área de 21388 ha e uma posição documentalLosy que protege a escavação de giz do lago com uma área de 2 ha.
Principais áreas florestais da voivodia:
- Floresta Borecka
- Floresta Napiwodzko-Ramucka
- Floresta Nidzicka
- Floresta Piska
- Florestas em Iławskie
- Floresta de Romincka

## Cultura

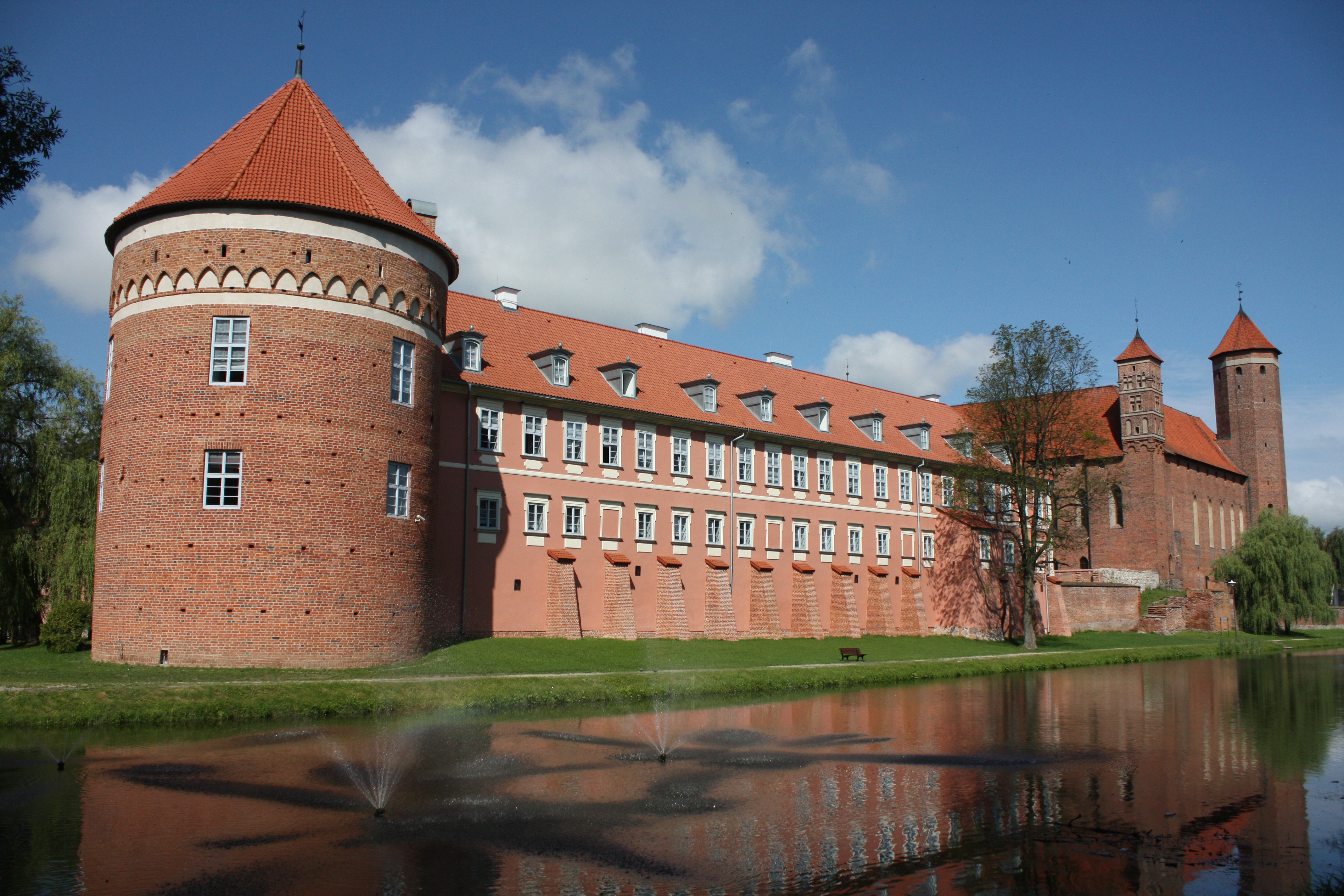
Castelo dos bispos da Vármia em Lidzbark Warmiński, atualmente uma filial do Museu da Vármia-Masúria

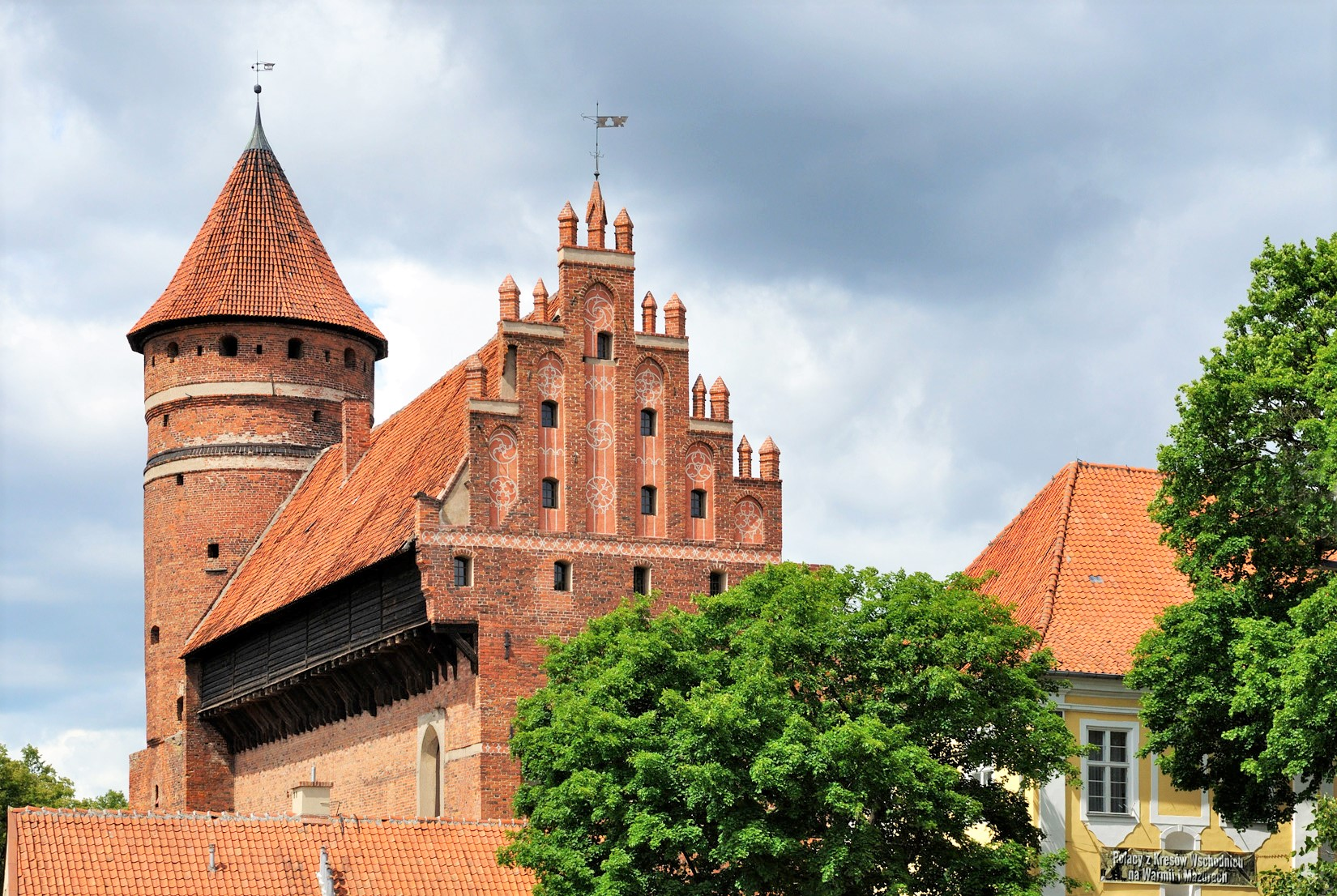
Castelo do Capítulo Vármia em Olsztyn, atualmente Museu da Vármia-Masúria

### Instituições de cultura de governo autônomo da voivodia
- Centro de Educação e Iniciativas Culturais em Olsztyn
- Centro Europeu de Reuniões em Elbląg
- Centro Polonês-Francês Côtes d'Armor Vármia-Masúria em Olsztyn
- Parque Etnográfico do Museu de Arquitetura Folclórica de Olsztynek
- Museu de Cultura Folclórica de Węgorzewo
- Museu Nicolau Copérnico em Frombork
- Museu da Vármia-Masúria em Olsztyn
- Museu da Batalha de Grunwald em Stębark
- Teatro Aleksander Sewruka em Elbląg
- Teatro Stefan Jaracz em Olsztyn
- Filarmônica Vármia-Masúria Feliks Nowowiejski em Olsztyn
- Biblioteca Pública Provincial Emilia Sukertowa-Biedrawina em Olsztyn

### Mídia
- Gazeta Olsztyńska
- Olsztyn Courier
- Televisão polonesa Olsztyn
- Polskie Radio Olsztyn
- Rádio Zet Gold Olsztyn (antiga Rádio WaMa e Planeta FM)
- Rádio 5
- Rádio UWM FM

## Ciência e educação

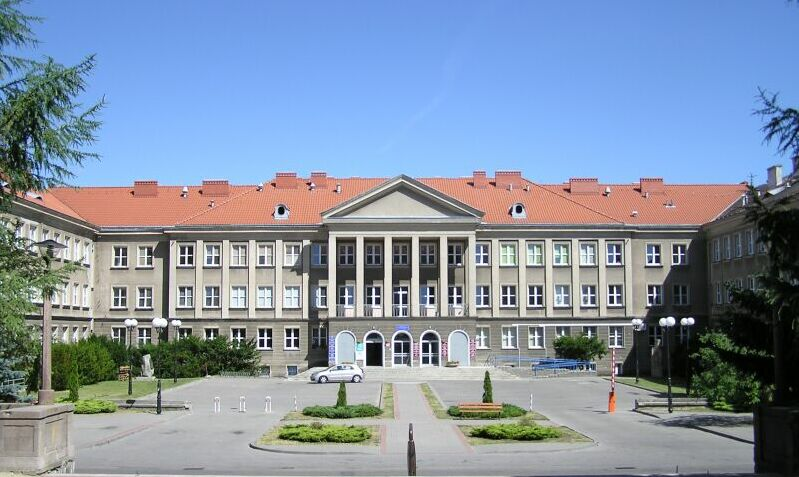
Universidade da Vármia-Masúria em Olsztyn

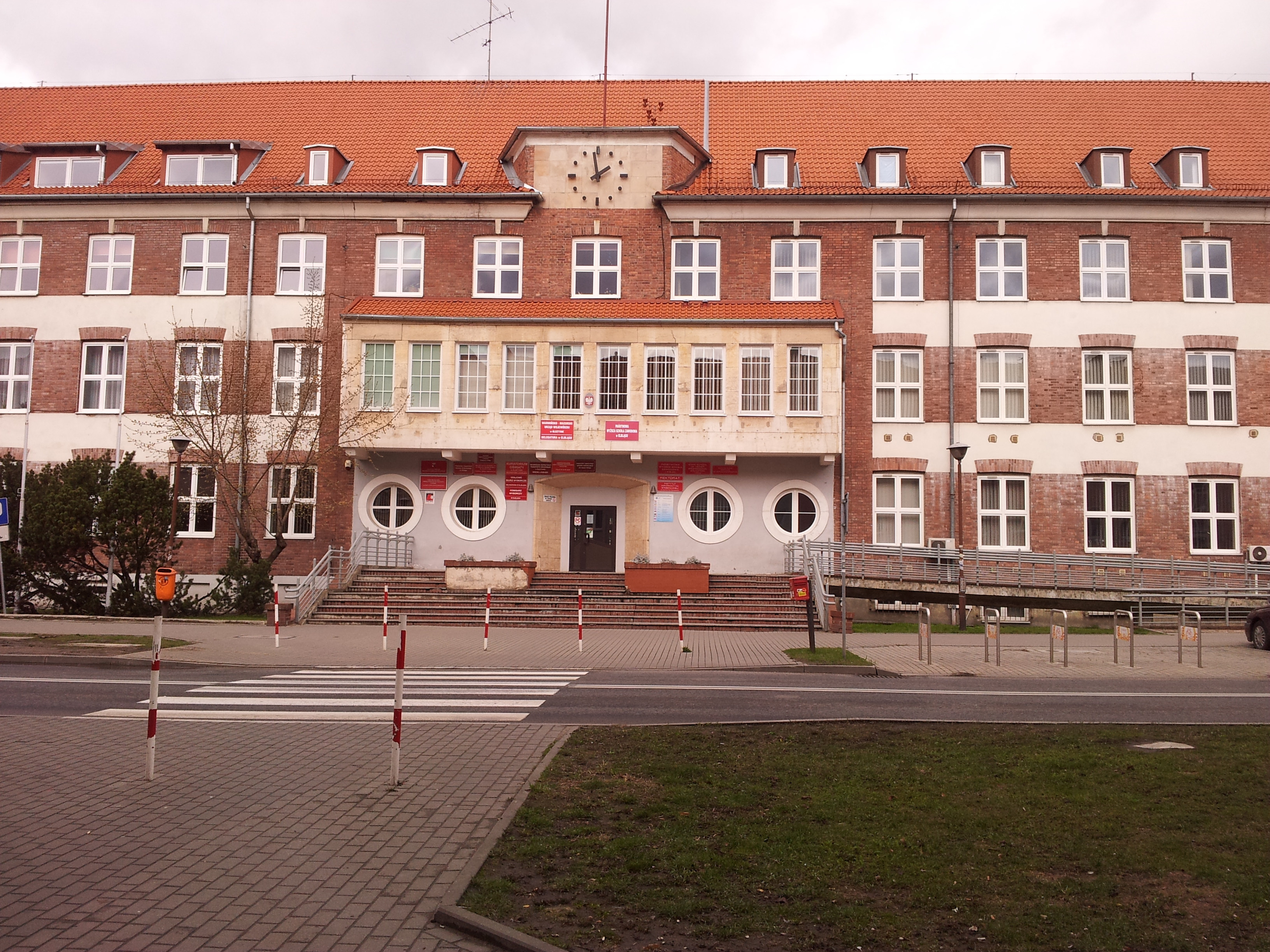
Escola Profissional Estadual de Elbląg

### Universidades públicas
- Universidade da Vármia-Masúria em Olsztyn
- Escola Profissional Estadual de Elbląg
- Universidade de Gdańsk, centro de ensino externo em Elbląg (Faculdade de Ciências Sociais)
- Escola de Polícia em Szczytno - a escola está sob direção do Ministério do Interior e Administração

### Universidades particulares
- Universidade de Ciências Humanas e Economia de Elbląg
- Universidade da Masúria em Ełk
- Faculdade Józef Rusiecki em Olsztyn
- Universidade de Tecnologia da Informação e Gestão Tadeusz Kotarbiński em Olsztyn
- Escola de Professores de Línguas Estrangeiras "Regent College" em Elbląg
- Faculdade de Bogdan Jański em Varsóvia - Centro fora da cidade em Elbląg
- Faculdade de Paweł Włodkowica em Płock, filial em Iława
- Universidade de Tecnologia da Informação e Economia TWP em Olsztyn
- Universidade Pedagógica TWP em Varsóvia - Faculdade de Ciências Humanas e Sociais em Olsztyn.
- Universidade de Finanças e Gestão em Bialystok, filial em Ełk
- Universidade Masuriana em Olecko
- Universidade Particular de Ciências Aplicadas em Giżycko

### Seminários
- Seminário Teológico Superior da Metrópole de Vármia "Hosianum" em Olsztyn
- Seminário Teológico Superior da Diocese de Elbląg em Elbląg
- Seminário Teológico Superior da Diocese de Ełk em Ełk.[16]

### Instituições científicas
Institutos científicos:
- Instituto Masuriano em Olsztyn

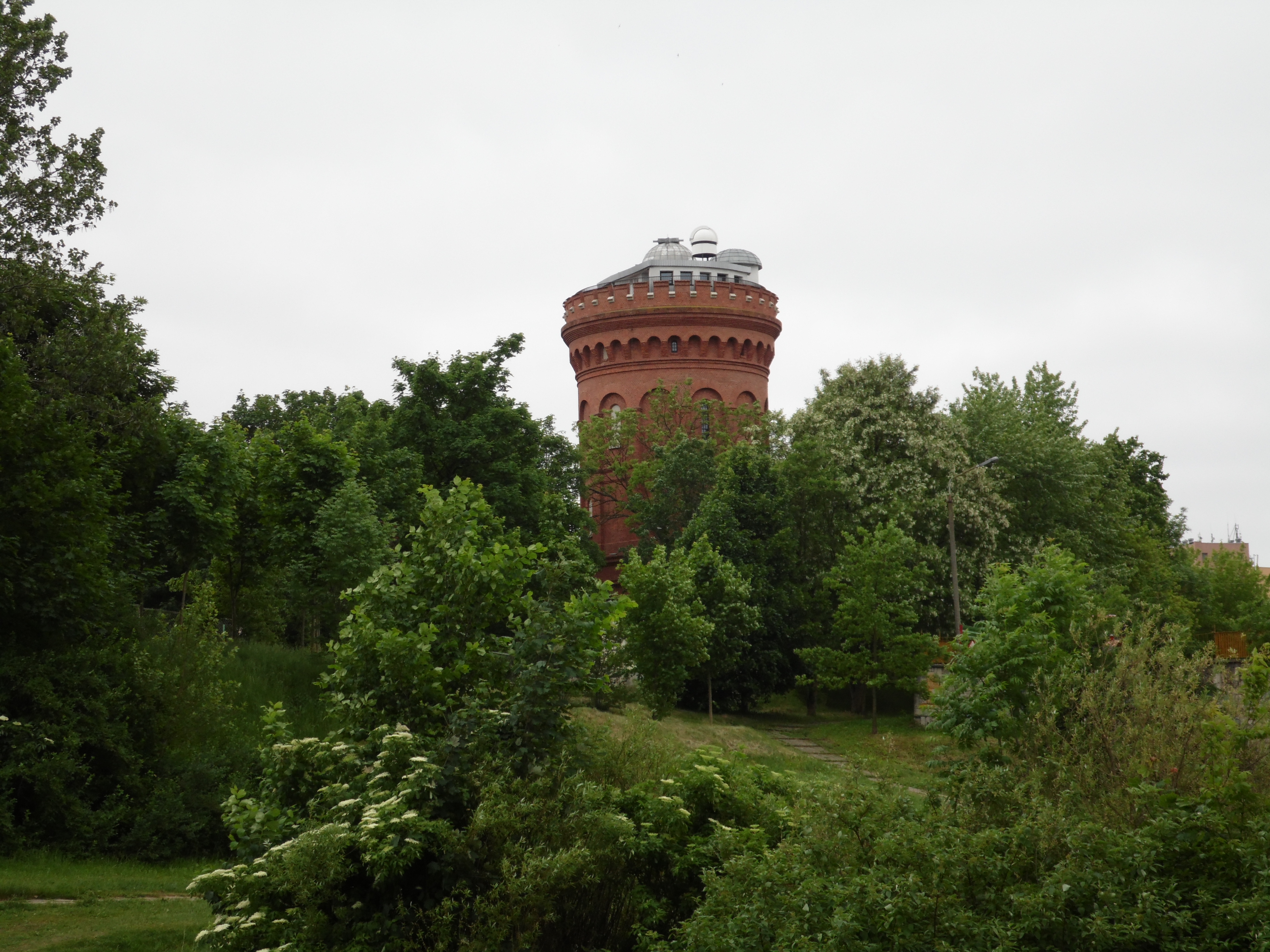
Observatório Astronômico de Olsztyn

- Instituto de Pesca Interior de Olsztyn e Giżycko
- Instituto de Reprodução Animal e Pesquisa de Alimentos PAS em Olsztyn

Estações de pesquisa:
- Observatório astronômico de Olsztyn
- Estação de Pesquisa do Instituto de Biologia Experimental da Academia Polonesa de Ciências de Mikołajki
- Estação de Pesquisa em Agricultura Orgânica e Conservação Animal da Academia Polonesa de Ciências de Popielno
- Estação de observação artificial de satélites - Observatório de satélites em Lamkówek
- Estação UMK limnológico em Iława
- Estação do campus da Universidade de Varsóvia em Sajzy (1978–2016).[17]
- Estação do campus da Faculdade de Biologia da Universidade de Varsóvia em Urwitałta.[17]
- Estação hidrobiológica da Faculdade de Biologia da Universidade de Varsóvia em Pilchach.[17]

## Segurança pública
Existe um centro de notificação de emergência na voivodia da Vármia-Masúria, localizado em Olsztyn e que atende chamadas de emergência direcionadas aos números de emergência 112, 997, 998 e 999.

## Economia

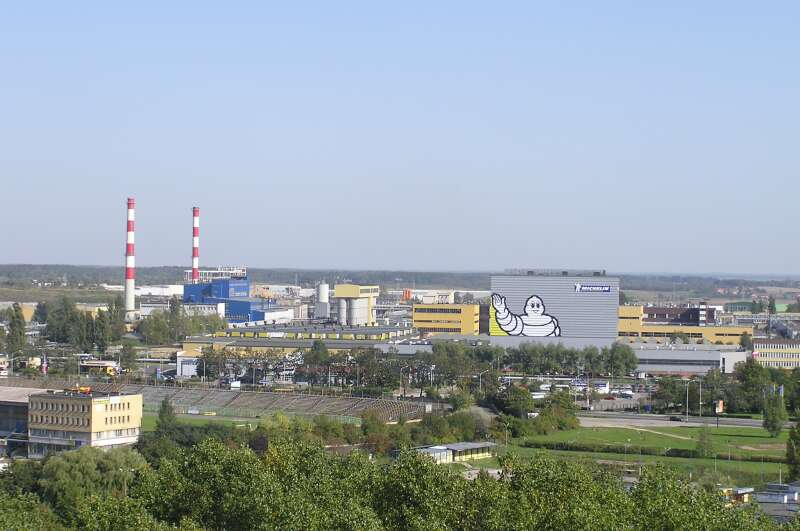
Fábrica de pneus Michelin em Olsztyn

Em 2012, o produto interno bruto da voivodia da Vármia-Masúria atingiu 43,7 bilhões de zlótis, o que representou 2,7% do PIB da Polônia. O produto interno bruto per capita foi de 30,1 mil zlótis (71,7% da média nacional), que colocou a voivodia da Vármia-Masúria em 13.º lugar em relação a outras voivodias.
O salário médio mensal de um habitante da voivodia da Vármia-Masúria no terceiro trimestre de 2011 foi de 3052,28 zlótis, o que a colocou em último lugar em relação a todas as voivodias.
No final de março de 2012, o número de desempregados registrados na voivodia cobria aproximadamente 114,5 mil habitantes, que é a taxa de desemprego de 21,1% para os economicamente ativos.
Segundo dados de 2011, 11,2% dos residentes em domicílios da voivodia da Vármia-Masúria tinham despesas abaixo da linha da extrema pobreza (ou seja, estavam abaixo do mínimo de subsistência).
Em 2010, a venda da produção da indústria na voivodia da Vármia-Masúria atingiu 22,2 bilhões de zlótis, representando 2,3% da produção da indústria polonesa. As vendas da produção de construção e montagem na voivodia da Vármia-Masúria totalizaram 4,5 bilhões de zlótis, o que representou 2,8% das vendas da Polônia.

## Transportes

### Transporte rodoviário

#### Estradas internacionais
- Estrada europeia E77 - na voivodia, o trecho da estrada nacional n.º 7
- Estrada europeia E28 - na voivodia, o trecho das estradas nacionais n.º 7 22 54

#### Via expressa

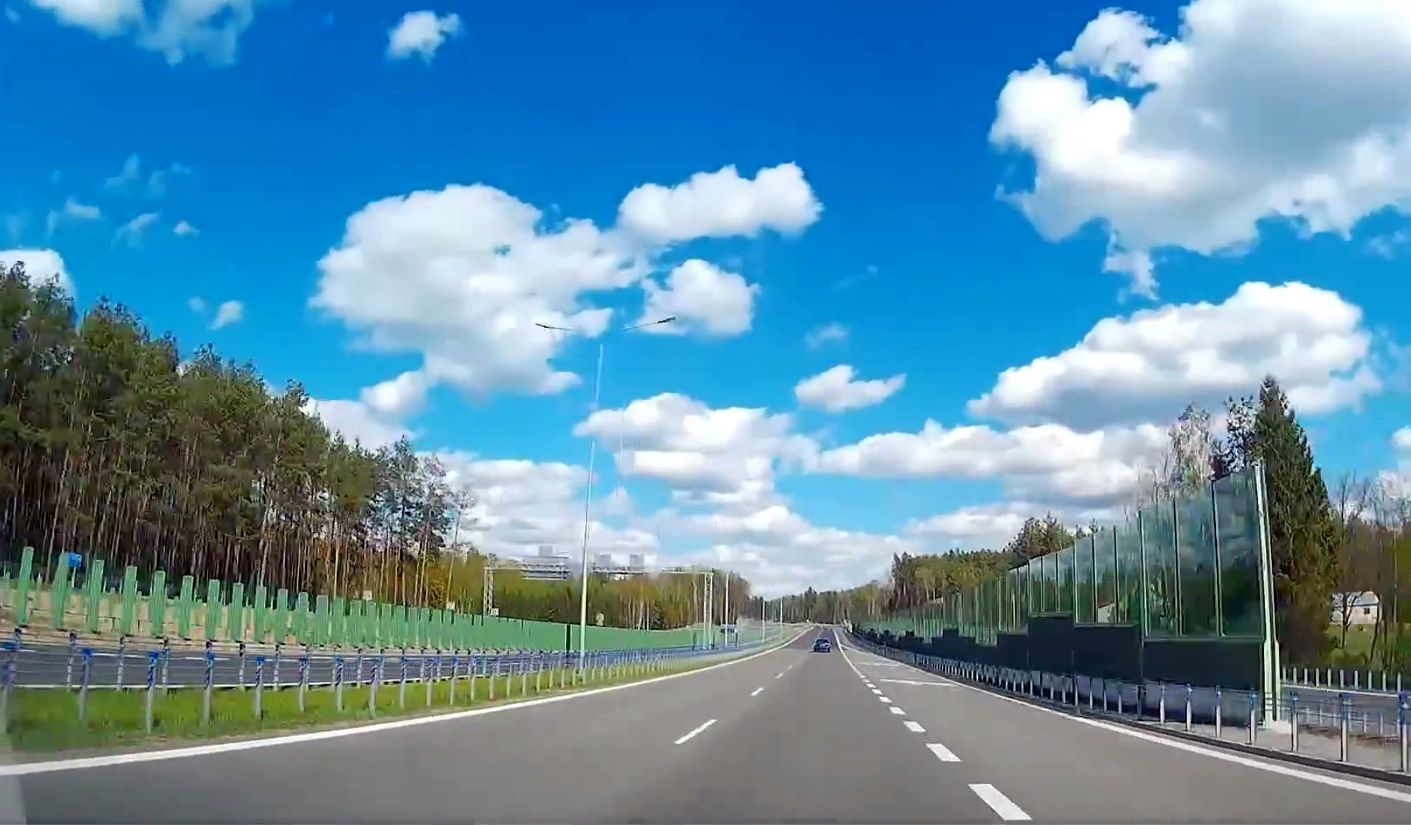
Via expressa S16

- S5 –  Ostróda – Grudziądz – ... – Breslávia
- S7 – Gdynia – Elbląg – Olsztynek – Varsóvia – ... – Rabka (Zabornia)
- S16 – Olsztyn – Mrągowo – Ełk - Knyszyn
- S22 – Elbląg – ponto de tráfego de passageiros e mercadorias entre a Polônia e a  Rússia em Grzechotki
- S51 – Olsztyn – Olsztynek
- S61 – Ostrów Mazowiecka – Łomża – Ełk – ponto de tráfego de passageiros e mercadorias entre a Polônia e a  Lituânia em Budzisko

#### Estradas nacionais
- No. 7 - (Żukowo – Gdańsk) – Elbląg – Pasłęk – Miłomłyn – Ostróda – Olsztynek Nidzica – Varsóvia – ... – Rabka-Zdrój – fronteira com a  Eslováquia em Chyżne
- No. 15 - (Trzebnica – Gniezno – Inowrocław – Toruń - Brodnica) – Nowe Miasto Lubawskie – Lubawa – Ostróda
- No. 16 - (Dolna Grupa – Grudziądz – Łasin) – Kisielice – Iława – Ostróda – Olsztyn – Barczewo – Biskupiec – Mrągowo – Nikutowo – Mikołajki Orzysz – Ełk – (Augustów – fronteira com a  Lituânia em Ogrodniki)
- No. 22 - Passagem de fronteira com a  Rússia em Grzechotki – Braniewo – Chruściel – Elbląg – (Malbork – ... – Gorzów Wielkopolski – Tudnica – fronteira com a  Alemanha em Kostrzyn nad Odrą)
- No. 51 - Olsztynek – Gryźliny – Stawiguda – Olsztyn – Dywity – Dobre Miasto – Lidzbark Warmiński – Plęsy – Bartoszyce – fronteira com a  Rússia em Bezledy
- No. 53 - Olsztyn – Klewki – Pasym – Szczytno – Rozogi – Dąbrowy – (Myszyniec – Wydmusy – Kadzidło – Dylewo – Ostrołęka)
- No. 54 - Chruściel- Braniewo – fronteira com a  Rússia em Gronowo
- No. 57 - Bartoszyce – Bisztynek – Biskupiec – Dźwierzuty – Szczytno – Wielbark – (Chorzele – Przasnysz – Maków Mazowiecki)
- No. 58 - Olsztynek – Zgniłocha – Jedwabno – Szczytno – Babięta – Stare Kiełbonki – Zgon – Ruciane-Nida – Pisz – Biała Piska – (Szczuczyn)
- No. 59 - Giżycko – Ryn – Mrągowo – Nikutowo – Piecki – Nawiady – Stare Kiełbonki – Spychowo – Rozogi
- No. 63 - Fronteira do país com a  Rússia - Rudziszki – Węgorzewo – Giżycko – Orzysz – Pisz – (Kolno – Łomża – ... – fronteira com a  Bielorrússia em Sławatycze)
- No. 65 - Passagem de fronteira com a  Rússia em Gołdap – Olecko – Ełk – Grajewo – Mońki – Białystok – fronteira com a  Bielorrússia em Bobrowniki

#### Estradas da voivodia
- No. 503 - Elbląg – Tolkmicko – Pogrodzie
- No. 504 - Elbląg – Pogrodzie – Braniewo
- No. 505 - Frombork – Młynary – Pasłęk
- No. 506 - Chruściel – Stare Siedlisko – Nowica
- No. 507 - Braniewo – Pieniężno – Orneta – Dobre Miasto
- No. 508 - Jedwabno – Wielbark
- No. 509 - Elbląg – Młynary – Drwęczno
- No. 510 - Pieniężno – Lelkowo – fronteira com a  Rússia
- No. 511 - Olsztyn – Lidzbark Warmiński – Górowo Iławeckie – fronteira com a  Rússia em Bezledy
- No. 512 - Szczurkowo – Bartoszyce – Górowo Iławeckie – Pieniężno
- No. 513 - Pasłęk – Orneta – Lidzbark Warmiński – Kiwity – Wozławki
- No. 515 - (Malbork – Dzierzgoń) – Susz
- No. 519 - (Stary Dzierzgoń) – Zalewo – Małdyty – Morąg
- No. 520 - (Prabuty) – Kamieniec
- No. 521 - (Kwidzyn – Prabuty) – Susz – Iława
- No. 522 - (Górki – Prabuty – Trumieje) – Sobiewola
- No. 526 - Pasłęk – Śliwica – (Lepno – Myślice – Przezmark)
- No. 527 - (Dzierzgoń) – Rychliki – Pasłęk – Morąg – Łukta – Olsztyn
- No. 528 - Orneta – Miłakowo – Morąg
- No. 530 - Ostróda – Łukta – Dobre Miasto
- No. 531 - Łukta – Podlejki
- No. 536 - Iława – Sampława
- No. 537 - Lubawa – Frygnowo – Pawłowo
- No. 538 - (Radzyń Chełmiński – Łasin) – Nowe Miasto Lubawskie – Uzdowo – Rozdroże
- No. 541 - Lubawa – Lidzbark – (Żuromin – Dobrzyń)
- No. 542 - Rychnowo – Działdowo
- No. 544 - (Brodnica) – Lidzbark – Działdowo – (Mława – Przasnysz – Ostrołęka)
- No. 545 - Działdowo – Nidzica – Jedwabno
- No. 590 - Barciany – Korsze – Reszel – Biskupiec
- No. 591 - Mrągowo – Kętrzyn – Barciany – Michałkowo – passagem de fronteira com a  Rússia
- No. 592 - Bartoszyce – Kraskowo – Kętrzyn – Giżycko
- No. 593 - Miłakowo – Dobre Miasto – Jeziorany – Lutry – Reszel
- No. 594 - Bisztynek – Robawy – Kętrzyn
- No. 595 - Jeziorany – Barczewo
- No. 596 - Mnichowo – Bęsia – Biskupiec
- No. 598 - Olsztyn – Butryny – Zgniłocha
- No. 600 - Mrągowo – Kałęczyn
- No. 601 - Babięta – Nawiady
- No. 604 - Nidzica – Wielbark
- No. 609 - Mikołajki – Ukta
- No. 610 - Piecki – Ruciane-Nida
- No. 642 - Sterławki Wielkie – Ryn – Woźnice
- No. 643 - Wilkasy – Olszewo
- No. 650 - Barciany – Węgorzewo – Banie Mazurskie – Gołdap
- No. 651 - Gołdap – Żytkiejmy – (Szypliszki – Sejny)
- No. 652 - Kowale Oleckie – (Suwałki)
- No. 653 - Sedranki – (Bakałarzewo – Suwałki – Poćkuny)
- No. 655 - Kąp – Wydminy – Olecko – (Raczki – Suwałki - Tartak)
- No. 656 - Staświny – Zelki – Ełk
- No. 661 - Cimochy – Kalinowo
- No. 667 - Nowa Wieś Ełcka – Drygały – Biała Piska

#### Passagens de fronteira rodoviárias
- Rússia: Gronowo-Mamonowo
- Rússia: Grzechotki-Mamonowo
- Rússia: Bezledy-Bagrationowsk
- Rússia: Gołdap-Gusev

### Transporte ferroviário

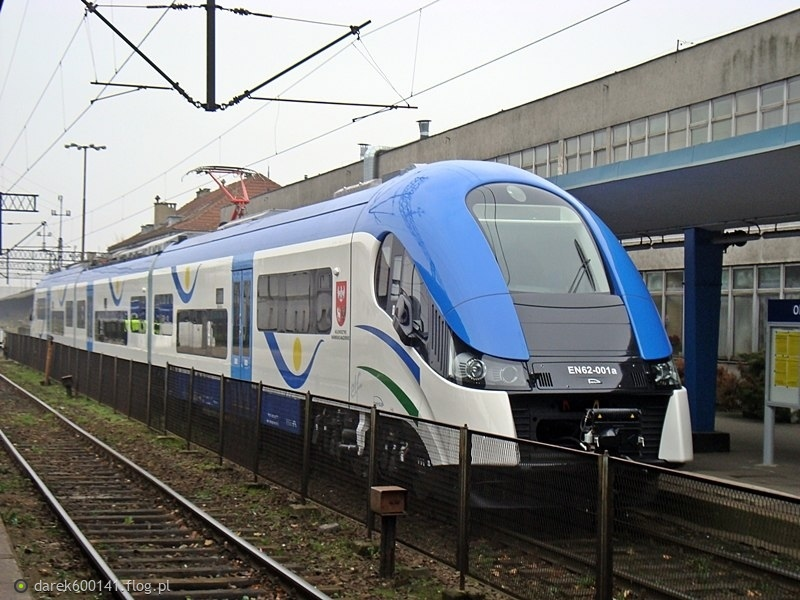
EN62 Elf na estação de Olsztyn

#### Transporte coletivo público
A voivodia da Vármia-Masúria é dona de 14 veículos comprados pelo gabinete do marechal.
| Série       | Tipo  | Números             | Quantidade | Fabricante | Usuário |
| ----------- | ----- | ------------------- | ---------- | ---------- | ------- |
| EN57ALc     | 5B/6B | 1785                | 1          | Pafawag    | [ 24 ]  |
| EN62 Elf    | 21WE  | 001                 | 1          | Pesa       | [ 25 ]  |
| EN98 Impuls | 37WE  | 003                 | 1          | Newag      | [ 25 ]  |
| SA106       | 214M  | 003, 007 ÷ 009, 015 | 5          | Pesa       | [ 25 ]  |
| SA133       | 218Mc | 013 ÷ 018           | 6          | Pesa       | [ 25 ]  |

#### Passagens de fronteira ferroviária
- Braniewo-Mamonowo
- Głomno-Bagrationowsk
- Skandawa

### Transporte aquaviário

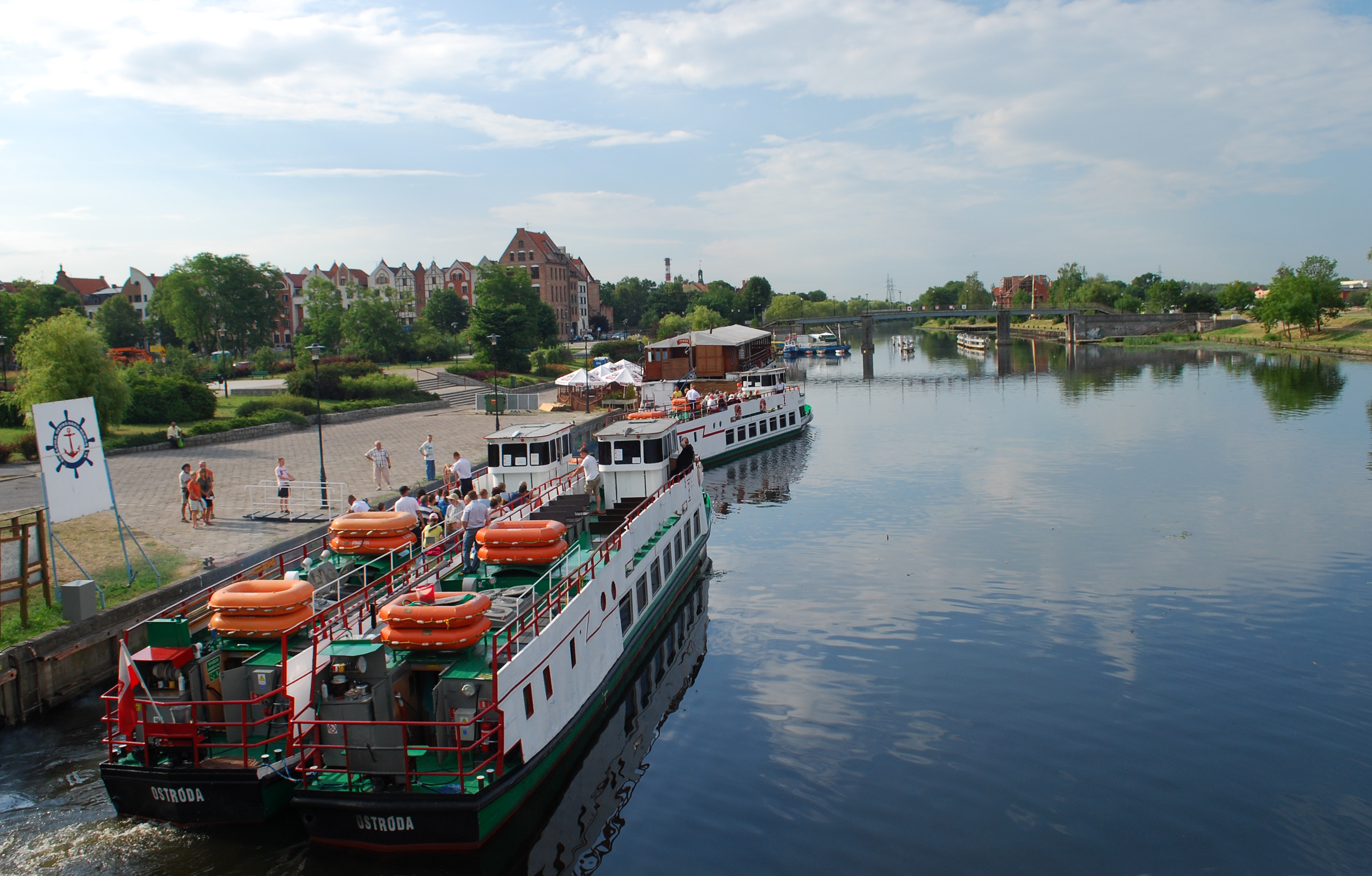
Navios no porto do rio Elbląg

Existem 4 portos marítimos na voivodia da Vármia-Masúria: o porto de Elbląg, o porto de Frombork, o porto de Nowa Pasłęka, o porto de Tolkmicko e um porto marítimo em Suchacz.
Foram criadas duas passagens de fronteira marítima na voivodia: Elbląg e Frombork.

### Transporte aéreo

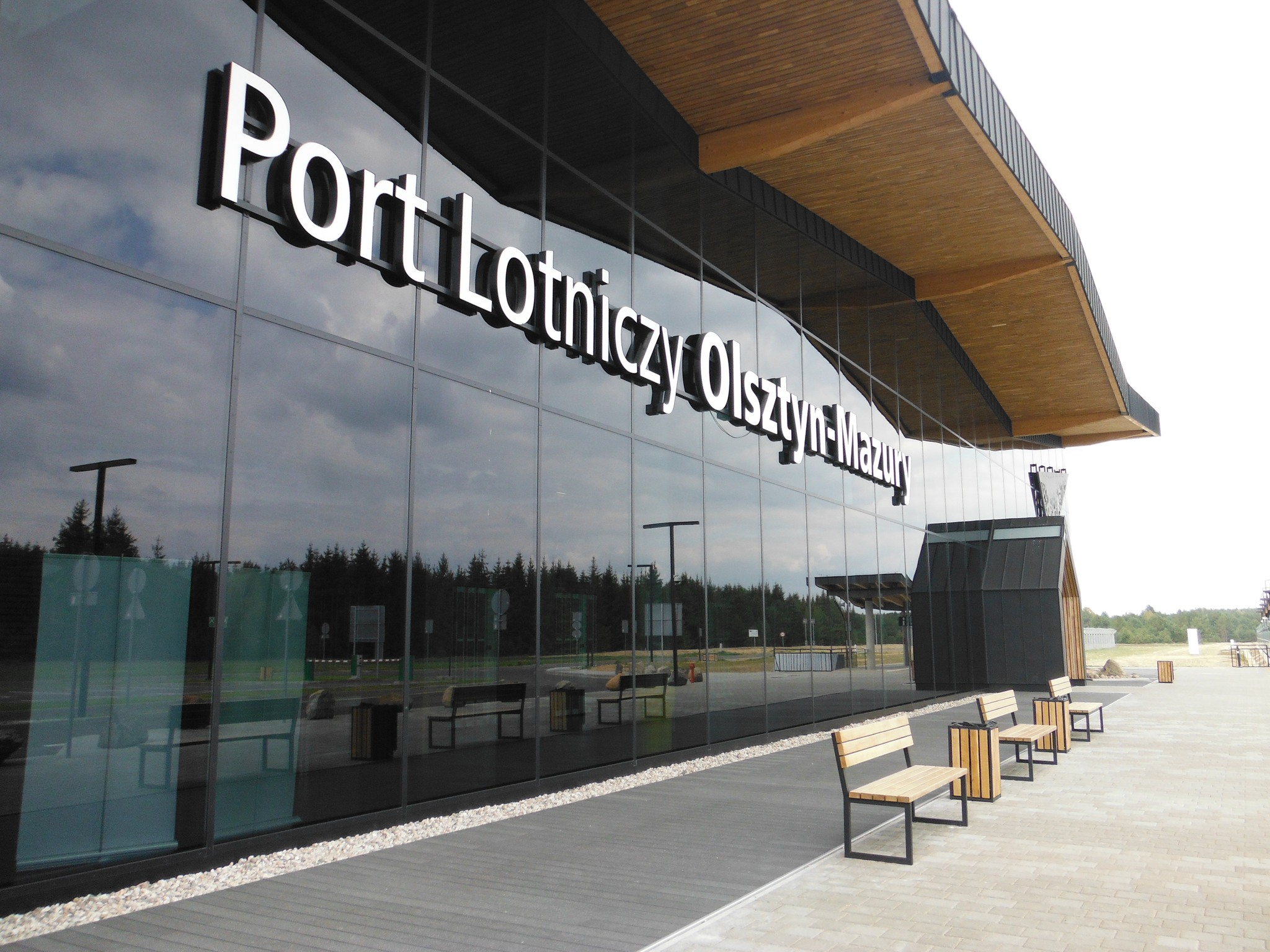
Aeroporto de Olsztyn-Masúria

- Aeroporto de Olsztyn-Masúria (EPSY/SZY) - aeroporto internacional perto de Szczytno
- Aeroporto de Elbląg (EPEL/ZBG) - aeroporto de esportes em Elbląg
- Aeroporto de Olsztyn-Dajtki (EPOD/QYO) - aeroporto de esportes com um novo asfalto iluminado, recém-construído, pista de 800 m em Olsztyn
- Aeroporto de Gryźliny (aeroporto de Łańsk) - aeroporto militar/governamental multifuncional com uma pista de grama 860 × 60 m perto de Olsztynek
- Aeroporto de Olecko - aeroporto recreativo
- Aeroporto de Kętrzyn-Wilamowo - aeroporto de esportes (ex-militar alemão) perto de Kętrzyn
- Aeroporto de Lidzbark - o aeroporto pós-militar tinha 46 ha, nos arredores de Lidzbark
- Aeroporto Muszaki - um aeroporto militar fechado com uma pista de asfalto de 500 m perto de Nidzica
- Aeroporto de Orneta - um aeroporto pós-militar com uma pista de concreto de 2000 m perto de Orneta
- Aeroporto de Rostki - antiga base aérea militar com grama coberta de 2000 m de pista perto de Orzysz
- Aeroporto de Wielbark - pista fechada, setor militar perto de Nidzica
- Aeroporto de Grajwo - aeroporto de lazer perto de Giżycko